# Leopold Okulicki

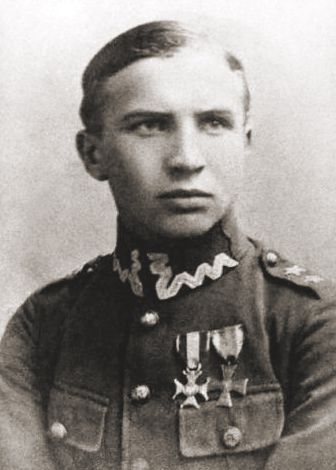
Leopold Okulicki w 1921

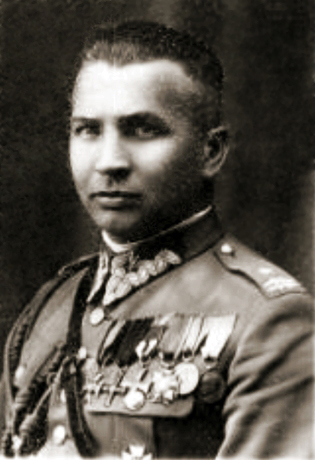
Major Leopold Okulicki

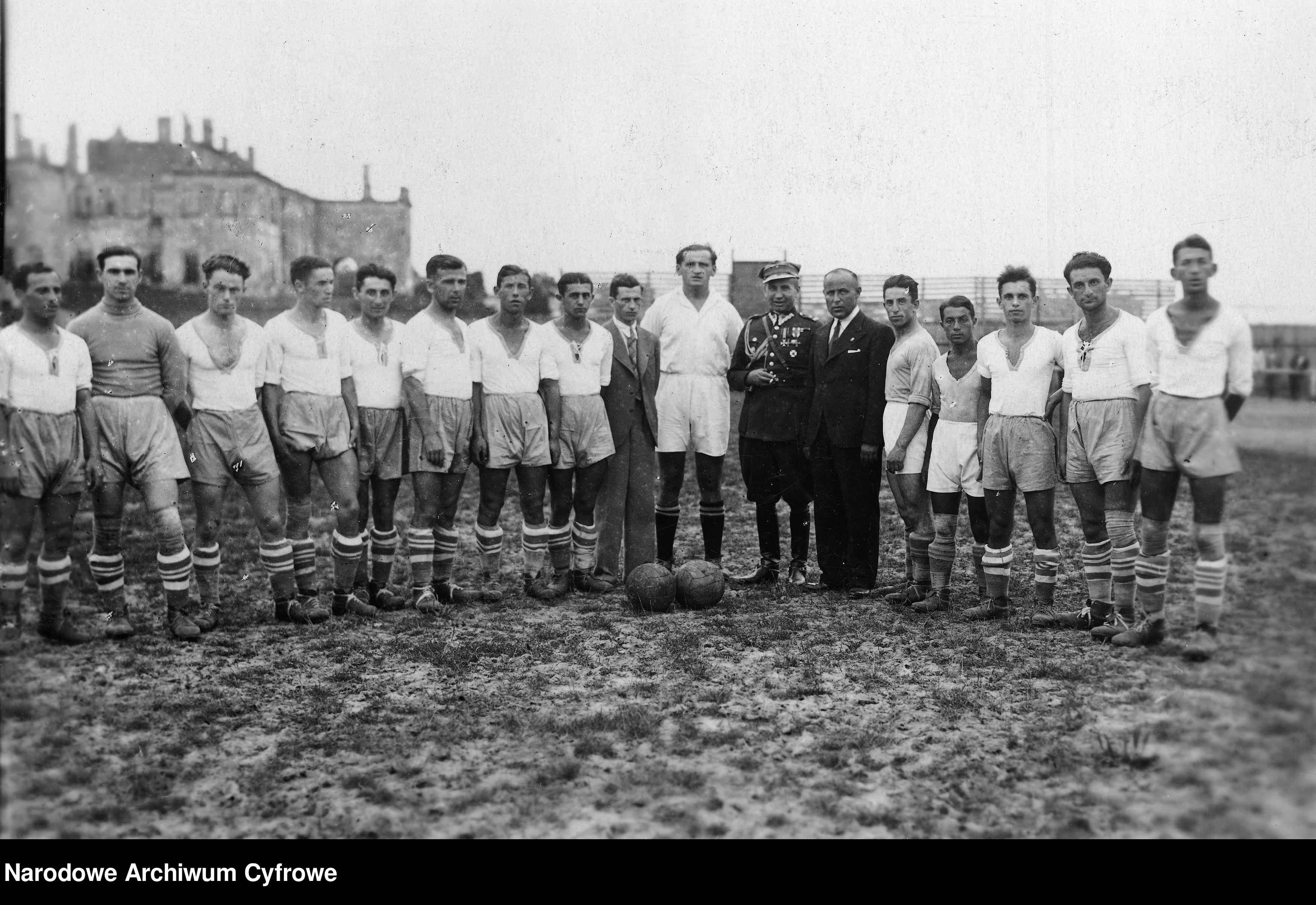
Prezes Wołyńskiego Okręgowego Związku Piłki Nożnej mjr Leopold Okulicki i trener Karol Kossok w otoczeniu piłkarzy Hasmonea Równe, sierpień 1935

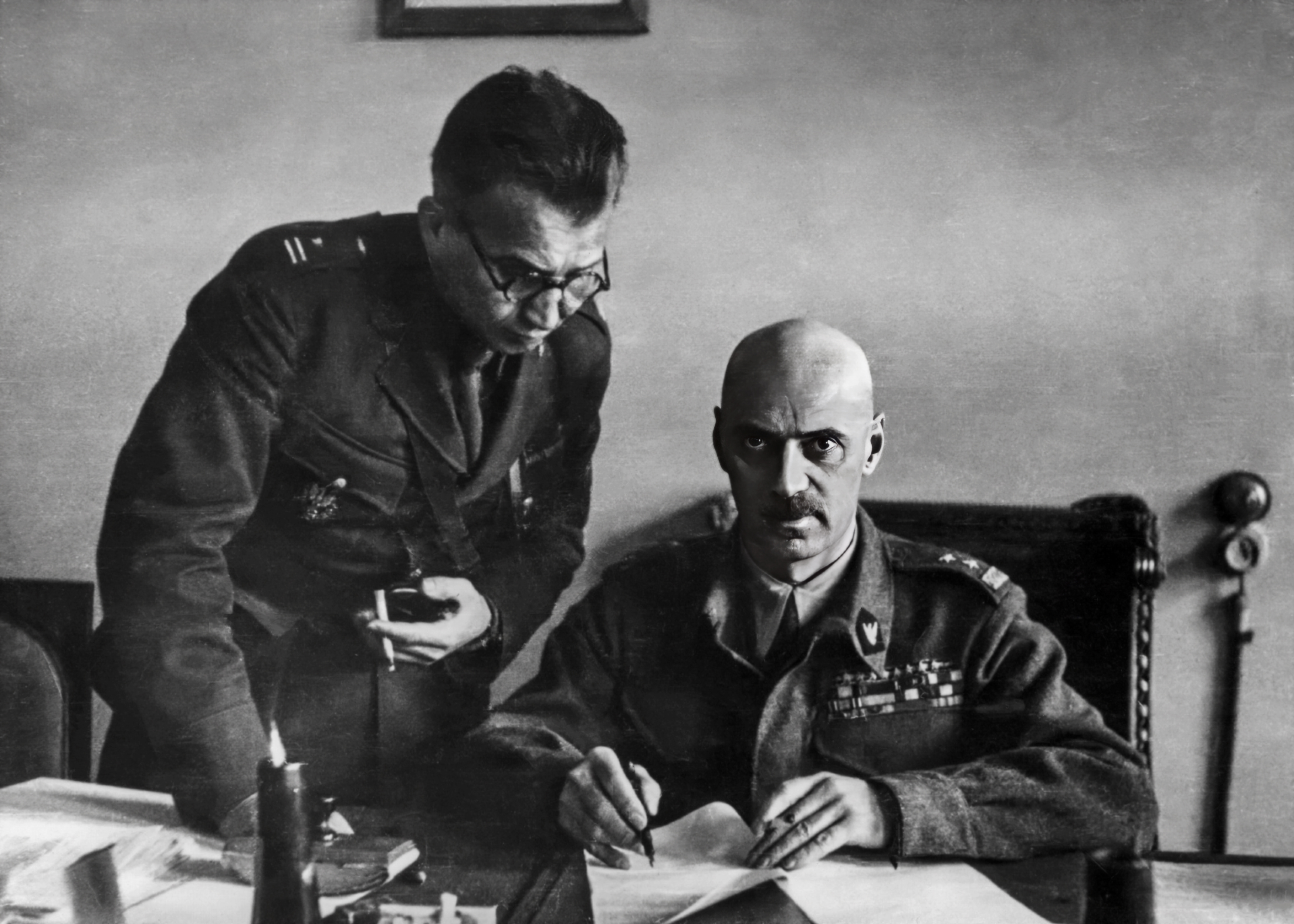
Szef sztabu płk dypl. Leopold Okulicki i gen. Władysław Anders, dowódca Armii Polskiej w ZSRR, w gabinecie gen. Andersa

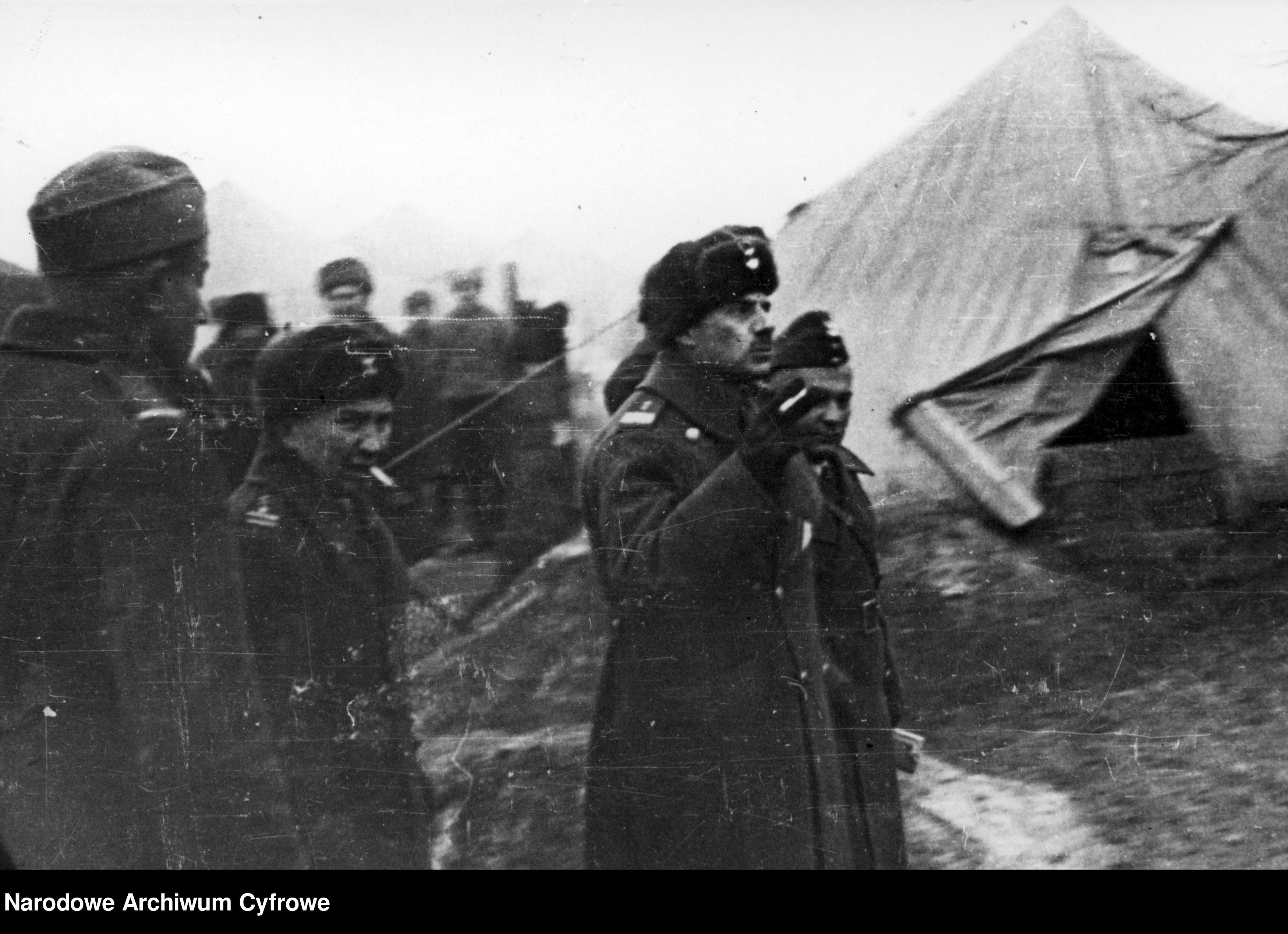
Gen. Władysław Anders i szef sztabu płk dypl. Leopold Okulicki dokonują inspekcji oddziałów Armii Polskiej w ZSRR, 1941–1942

Leopold Okulicki, ps. „Niedźwiadek”, „Biedronka”, „Bronka”, „Jan”, „Jan Mrówka”, „Jan Ogór”, „Kobra”, „Konrad”, „Kula”, „Miller”, „Mrówka”, „Stary Boba”, „Osa”, „Pan Jan”, „Sęp”, „Termit” (ur. 12 listopada 1898 w Bratucicach, zm. 24 grudnia 1946 w Moskwie) – generał brygady Wojska Polskiego, współtwórca SZP-ZWZ-AK, ostatni komendant główny Armii Krajowej, komendant główny NIE, komendant Okręgu Łódź ZWZ, komendant główny ZWZ terenów pod okupacją sowiecką, cichociemny. Więziony w ZSRR przez NKWD m.in. w Brygidkach (1941), na Łubiance (1941 i 1945), w Lefortowie (1941 i 1945) oraz na Butyrkach (1945–1946).

## Młode lata i kariera wojskowa
Urodził się 12 listopada 1898 we wsi Bratucice koło Okulic, w rodzinie chłopskiej o niezbyt wysokiej, ale stabilnej pozycji materialnej. Rodzice Leopolda Okulickiego Błażej Kicka i Anna z domu Korcyl zajmowali się rolnictwem, utrzymując się z prowadzenia ośmiohektarowego gospodarstwa, które posiadali na własność. Błażej Okulicki (zmiana nazwiska z Kicka na Okulicki) nalegał, by syn skończył bocheńskie gimnazjum (obecnie I LO w Bochni). Zapisał się do niego w 1910 roku dzięki pomocy stryja, księdza, mając zdobyć wstępne przygotowanie do stanu kapłańskiego, jednak te plany przekreślił wybuch I wojny światowej. Od maja 1913 roku należał do Związku Strzeleckiego. Rok później (w wieku 16 lat) zdał egzamin podoficerski. W szkole tej uczył się do lata 1915 roku. W październiku uciekł ze szkoły i wstąpił do 3 pułku piechoty Legionów Polskich, w którym pełnił służbę w I batalionie. Już w 1916 był mianowany sierżantem, ranny w walkach. Po kryzysie przysięgowym został we wrześniu wcielony do armii austriackiej. Uciekł na początku 1918 i działał w POW w Krakowie (organizował na terenie Bochni pluton POW złożony z uczniów miejscowego gimnazjum, z którym wszedł w skład 4 pułku piechoty Leg.) do października 1918. Potem rozbrajał Niemców. Do Wojska Polskiego wstąpił w listopadzie 1918 jako oficer 4 pułku piechoty Legionów. Razem z pułkiem brał udział w obronie Lwowa. Został ranny w lutym 1919 i przez kilka miesięcy przebywał w szpitalu, ale powrócił do macierzystego 4 pp. Wykorzystał ten czas do przygotowania się do egzaminu dojrzałości, który złożył 26 kwietnia 1919 r. w gimnazjum w Bochni. Zweryfikowany jako kapitan z 1 czerwca 1919. Będąc cały czas na froncie, został w czerwcu 1920 ponownie ranny, ale po wyleczeniu powrócił do pułku na stanowisko dowódcy kompanii, a następnie p.o. dowódcy batalionu. Do 1923 pełnił służbę w 4 pp. Od maja 1919 walczył w wojnie polsko-bolszewickiej m.in. w rejonie Wołkowyska, pod Lidą i Mołodecznem oraz w bitwie nad rzeką Berezyną. Był kilkakrotnie ranny. Za odwagę na froncie został odznaczony Krzyżem Srebrnym Orderu Virtuti Militari wręczonym mu przez Józefa Piłsudskiego (Okulicki miał wówczas 21 lat) i trzykrotnie Krzyżem Walecznych. Dowództwo 2 Dywizji Legionów wydało opinię dla por. Okulickiego Leopolda za wojnę polsko-bolszewicką o treści: Jeden z najdzielniejszych oficerów w pułku. Wzór oficera na froncie i w kadrze.
10 lipca 1922 zawarł związek małżeński z Władysławą Marią Jabłońską (urodzoną w Dobczycach, powiat Wieliczka, zamieszkałą w Kielcach, córką Ferdynanda i Teresy z Walasów) w Kielcach w Parafii Katedralnej pw. Wniebowzięcia NMP. 17 lutego 1924 w Kielcach urodził się ich jedyny syn, Zbigniew, który zginął 8 lipca 1944 pod Osimo k. Ankony we Włoszech, jako sierżant podchorąży 1 pułku artylerii 2 Korpusu Polskiego.
W okresie listopad 1923 – październik 1925 ukończył Wyższą Szkołę Wojenną. Z czasów studiów zachowały się dwie odmienne opinie o Okulickim. Jedna to opinia generała Louisa Faury’ego – dyrektora Szkoły: „Duża siła woli, bardzo sumienny, duża zdolność do pracy. Będzie bardzo użyteczny w sprawach, które wymagają dużego nakładu pracy, lecz średnich zdolności. W gruncie rzeczy będzie bardzo pożyteczny w sztabie”. Druga to opinia komendanta tej uczelni gen. Aurelego Serdy-Teodorskiego: „[...] lekkomyślny, nieobowiązkowy, niepewny”.
Po ukończeniu W.S.Woj. L. Okulicki został przydzielony do Dowództwa Okręgu Korpusu Nr III w Grodnie, gdzie służył do kwietnia 1930. 18 lutego 1928 awansował na majora ze starszeństwem z dniem 1 stycznia 1928 i 188. lokatą w korpusie oficerów piechoty.
Karta ewidencyjna mjr. dypl. Leopolda Okulickiego z dnia 1.1.1928 r. zawiera opinię o treści: Energiczny, pełen inicjatywy, o bogatej indywidualności. Charakter wyrobiony, pewny, dużo silnej woli, stanowczy, konsekwentny, umysł wybitnie bystry i logiczny. Taktycznie jako dowódca i kierownik, bardzo dobrze wyszkolony. Typ oficera liniowego.
W okresie od kwietnia 1930 do czerwca 1931 dowódca batalionu 75 pułku piechoty. Od lipca 1931 do lutego 1934 wykładał taktykę w Centrum Wyszkolenia Piechoty w Rembertowie. Od kwietnia 1934 do września 1935 był szefem sztabu 13 Kresowej Dywizji Piechoty w Równem, następnie wrzesień 1935 – sierpień 1939 w Oddziale III Sztabu Głównego Wojska Polskiego. Od 19 marca 1936 roku szef Wydziału „Wschód”. Od kwietnia 1939 szef Wydziału Sytuacyjnego i zastępca szefa Wydziału „Zachód”. Podpułkownik dyplomowany z dniem 19 marca 1936 roku.
W 1936 został wiceprezesem Stowarzyszenia Bochniaków (prezesem został płk Tadeusz Jakubowski, drugim wiceprezesem ppłk Marian Turkowski).

### Działacz sportowy
Jego ulubionym sportem była piłka nożna, którą również amatorsko uprawiał. W dwudziestoleciu międzywojennym był działaczem sportowym i pełnił funkcję prezesa Wołyńskiego Okręgowego Związku Piłki Nożnej. W 1936 został kierownikiem piłkarskiej sekcji Wojskowego Klubu Sportowego „Legia” Warszawa.

## II wojna światowa
W nocy z 31 sierpnia na 1 września 1939 Okulicki pełnił służbę w Sztabie Głównym i zarządził alarm w związku z wybuchem wojny. Od 1 do 28 września 1939 Leopold Okulicki był oficerem łącznikowym Naczelnego Wodza przy Dowództwie Obrony Warszawy. Był w grupie oficerów domagających się pójścia na pomoc armii gen. Tadeusza Kutrzeby walczącej w bitwie nad Bzurą. Potem bronił Warszawy, jako szef sztabu odcinka „Zachód” i od 18 września dowódca wysuniętego zgrupowania swojego imienia na zachodnim przedpolu stolicy. 18 września poprowadził na własną prośbę natarcie, opanowując Blizne, zdobywając wieś Jelonki i Chrzanów Nowy. Utrzymał się na pozycjach aż do kapitulacji Warszawy. 
Po decyzji dowództwa o kapitulacji miasta, 27 września oddał się do dyspozycji generała Michała Karaszewicza-Tokarzewskiego, a następnego dnia złożył mu przysięgę. Za udział w obronie Warszawy został 29 września 1939 odznaczony Złotym Krzyżem Orderu Virtuti Militari przez gen. Juliusza Rómmla. Po kapitulacji Warszawy razem z gen. Michałem Karaszewiczem-Tokarzewskim od października 1939 współorganizował konspirację i został mianowany komendantem Okręgu Służby Zwycięstwu Polski w Łodzi, po Franciszku Pfeifferze. Występował w tym czasie pod zmienionym nazwiskiem Johann Müller. Od stycznia 1940 roku był komendantem łódzkiego okręgu Związku Walki Zbrojnej (po przekształceniu SZP w ZWZ) i używał ps. „Kula”. Sicherheitspolizei wystawiło list gończy za Leopoldem Okulickim. Jak sam wspominał Okulicki: Moja głowa została wyceniona przez wywiad niemiecki na 10 000 marek i wszędzie były rozwieszone listy gończe.
13 marca 1940 roku płk Okulicki przywiózł do Gałek rozkaz Komendanta Głównego Związku Walki Zbrojnej płk. Stefana Roweckiego „Grota”, nakazujący demobilizację m.in. ze względu na narażanie ludności cywilnej, Oddziału Wydzielonego Wojska Polskiego majora Henryka Dobrzańskiego ps. „Hubal”. „Hubal” odmówił wykonania rozkazu, a swoim żołnierzom dał wolną rękę.

### Komendant główny ZWZ okupacji sowieckiej
Siły świata podzielone zostały na 3 bloki (…). Świat wchodzi w decydujący okres walki tych bloków. (…) Naród polski, jeżeli nie chce zejść do roli pokornego niewolnika, nie może w tej walce pozostać bezczynny. Dotychczas stał on zdecydowanie przy bloku Anglii, licząc na jej zwycięstwo i interwencję. Zaszły jednak wypadki, które każą poddać rewizji to przekonanie, otwarcie trzeba sobie powiedzieć – los Polski zależny jest nie od wyniku wojny między Niemcami i Anglią, a od wyniku decydującej walki między Niemcami a ZSRR. Między tymi dwoma partnerami trzeba wybierać. Liczenie na to, że obaj z nich skończą się, a w środku między nimi przy pomocy Anglii powstanie Polska jest dziecinną mrzonką. Wybór dla mnie, a sądzę, że i dla narodu polskiego nietrudny i jasny. W razie zwycięstwa Niemiec czeka nas ciężki los, długie lata bezwzględnej niewoli, do czasu nowej zawieruchy dziejowej, która nie wiadomo kiedy przyjdzie. W walce między ZSRR a Niemcami naród polski powinien stanąć przy boku ZSRR. Walcząc od najmłodszych lat o wolność swego Narodu, gotów zginąć każdej chwili dla jego sprawy, pragnę mu służyć i walczyć nadal, do ostatniego tchu., z własnoręcznie spisanych w więzieniu NKWD w Moskwie zeznań płk. Leopolda Okulickiego 4 maja 1941 roku

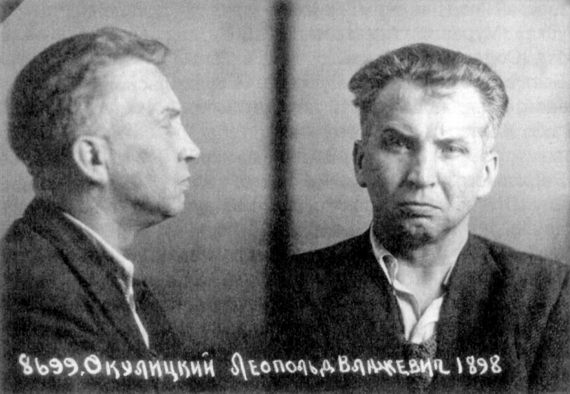
Leopold Okulicki po aresztowaniu przez NKWD, 1941

Następnie po okresie pracy w Komendzie Głównej ZWZ został od 2 listopada 1940 komendantem tej organizacji we Lwowie pod ps. „Mrówka”. Pułkownik dyplomowany z 3 maja 1940 i komendant ZWZ/AK terenów okupowanych przez Sowietów do 22 stycznia 1941. Głęboka infiltracja struktur konspiracji lwowskiej ZWZ przez NKWD doprowadziła do wydania komendanta głównego ZWZ okupacji sowieckiej płk. Okulickiego. Sprawcą wydania komendanta był ppor. Bolesław Zymon ps. „Waldy”, który według Jerzego Węgierskiego był prawdopodobnie zawodowym funkcjonariuszem NKWD podszywającym się pod prawdziwego Zymona. Podejrzanym o wydanie NKWD płk. dypl. Leopolda Okulickiego i Karoliny Lanckorońskiej był również dotychczasowy komendant Obszaru ZWZ Nr 3 we Lwowie ppłk Emil Macieliński, będący zarazem agentem NKWD od stycznia 1940. Zdradę Macielińskiego wykazał akt oskarżenia sądu przy Komendzie Głównej ZWZ.
Okulicki został aresztowany w nocy z 21 na 22 stycznia 1941 roku przez NKWD. Wraz z nim aresztowano jego łączniczkę płk Bronisławę Wysłouchową ps. Biruta. W więzieniu we Lwowie doszło do spotkania Okulickiego z Iwanem Sierowem. Po dwóch dniach Okulicki wywieziony został do Moskwy. Śledztwo na Łubiance w Moskwie trwało pięć miesięcy.
W czasie przesłuchań otrzymał propozycję współpracy, pozostania na swoim stanowisku i utrzymania ZWZ we Lwowie pod kontrolą sowiecką. Co do reakcji Okulickiego na żądania śledczych prezentowane są różne interpretacje.
Według Janusza Kurtyki Okulicki zdecydowanie odmówił. Jak stwierdził Janusz Kurtyka: „Zachowywał się z godnością”. Nikogo nie wydał. Nie ujawnił haseł, twierdząc, że je zapomniał.
Inni twierdzą, że po okazaniu mu przez NKWD szczegółowych danych o strukturach ZWZ, sięgających Komendy Głównej, Okulicki próbował rozgrywki. Przekonywał, że miał zadanie prowadzenia wyłącznie antyniemieckich działań. Zgodził się na udzielenie informacji o Niemcach. Za to miał być wysłany do „Rakonia”, pseudonim gen. Stefana Roweckiego, z posłannictwem zakończenia walki ZWZ z ZSRR i podjęcia wspólnych działań przeciw Niemcom. Ryzykowna gra była skończona, gdy NKWD rozszyfrował znaleziony przy „Birucie” B. Wysłouchowej raport „Mrówki” dla „Rakonia” Roweckiego. Wynikało z niego, że działalność „Mrówki” Okulickiego we Lwowie była prowadzona przeciwko ZSRR.
Inne informacje podaje Jan M. Ciechanowski stwierdzając, że płk Okulicki „przedstawił NKWD, ponoć we własnym i własnoręcznie spisanym zeznaniu z 4 maja 1941 roku, genezę Służby Zwycięstwu Polsce (SZP) i Związku Walki Zbrojnej (ZWZ) oraz jego statut, organizację, zadania, plany i obsadę jego Komendy Głównej w Warszawie, łącznie z prawdziwymi nazwiskami i pseudonimami jej czołowych osobistości wraz z jego o nich opiniami. [...] Podawał też NKWD adresy kwater kontaktowych Komendy Głównej ZWZ w Warszawie [...]. Poza tym [...] przedstawił władzom sowieckim [...] jego ocenę ówczesnej sytuacji międzynarodowej oraz wnioski z niej wypływające, które przemawiały, w jego opinii, za podjęciem przez ZWZ współpracy z ZSRR”. Jan M. Ciechanowski zadaje też pytania: Czy płk. Okulicki „był zmuszony do tego torturami? Czy walczył w ten sposób o własne życie, przekonany, że już wkrótce dojdzie do niemiecko-sowieckiego konfliktu [...]?”, „Czy chciał zostać współczesnym Konradem Wallenrodem, który swymi podstępami i postępowaniem zbawi Polskę?”.
Również Andrzej Leon Sowa podaje, że własnoręczne zeznanie Okulickiego „zawiera między innymi prawdziwe nazwiska i charakterystyki znanych mu członków Komendy Głównej ZWZ w Warszawie podobnie jak i obsadę personalną okręgu ZWZ w Łodzi z okresu kiedy nim dowodził. (...) Zeznanie Okulickiego jest niezwykle dokładną relacją z jego działalności oraz prezentuje wiedzę, jaką miał o konspiracji, a po skonfrontowaniu z innymi źródłami i literaturą przedmiotu także dzisiaj wydaje się w pełni wiarygodne”.
Jerzy Węgierski stwierdził, że Okulicki „działał w dobrej wierze, przekonany o słuszności swoich poglądów. Nie wiedział o Katyniu”.
Sam Okulicki stwierdził w meldunku do Centrali w Londynie 10 września 1941, że wiele tych nazwisk, pseudonimów, lokali konspiracyjnych oraz różnego rodzaju informacji dotyczących ZWZ i obsady jego Komendy Głównej NKWD znał już przed złożeniem przez niego własnego zeznania, co jest prawdopodobne. O dowództwie Roweckiego nad SZP/ZWZ informowali w 1940 NKWD także schwytani kurierzy, bracia Żymierscy: Józef i Stanisław. Również podobne własnoręczne zeznania składali wcześniej NKWD m.in. ppłk Władysław Kotarski ps. Druh i ppłk dypl. Stanisław Pstrokoński.
Natomiast Iwan Sierow utrzymywał w swym pamiętniku odnosząc się do oceny Okulickiego: „(...) był to prowokator, współpracujący od 1940 roku z NKWD i jednocześnie z Anglikami(...) Okulicki usiłował rozpocząć negocjacje z Berią i napisał do niego list”.
Po jakimś czasie Okulicki został przeniesiony do więzienia Lefortowo. Przeżył tam 35–dniowe śledztwo, tortury, w tym konwejer, czyli przesłuchania ciągłe bez możliwości snu oraz przebywanie w celi z mocnym oświetleniem elektrycznym przez całą dobę. Po śledztwie pozostały mu choroby serca i osłabienie wzroku.

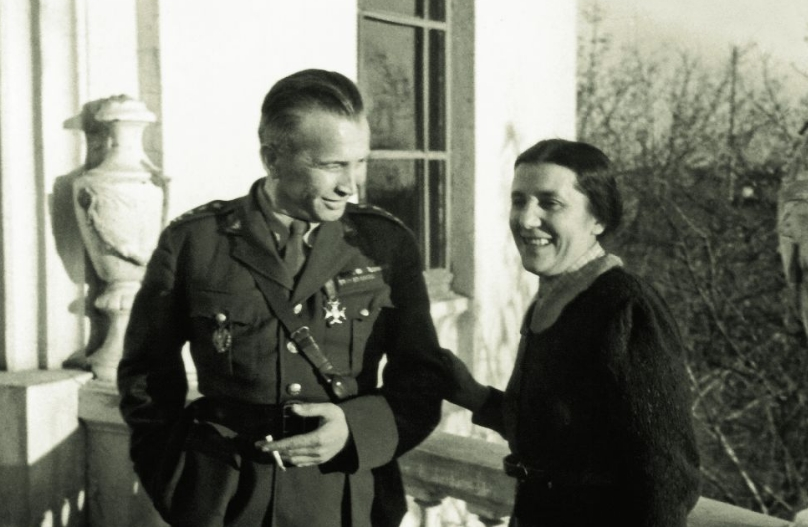
Płk Leopold Okulicki i Bronisława Wysłouchowa ps. Bronka, jego łączniczka z okresu konspiracji we Lwowie, Buzułuk 1941

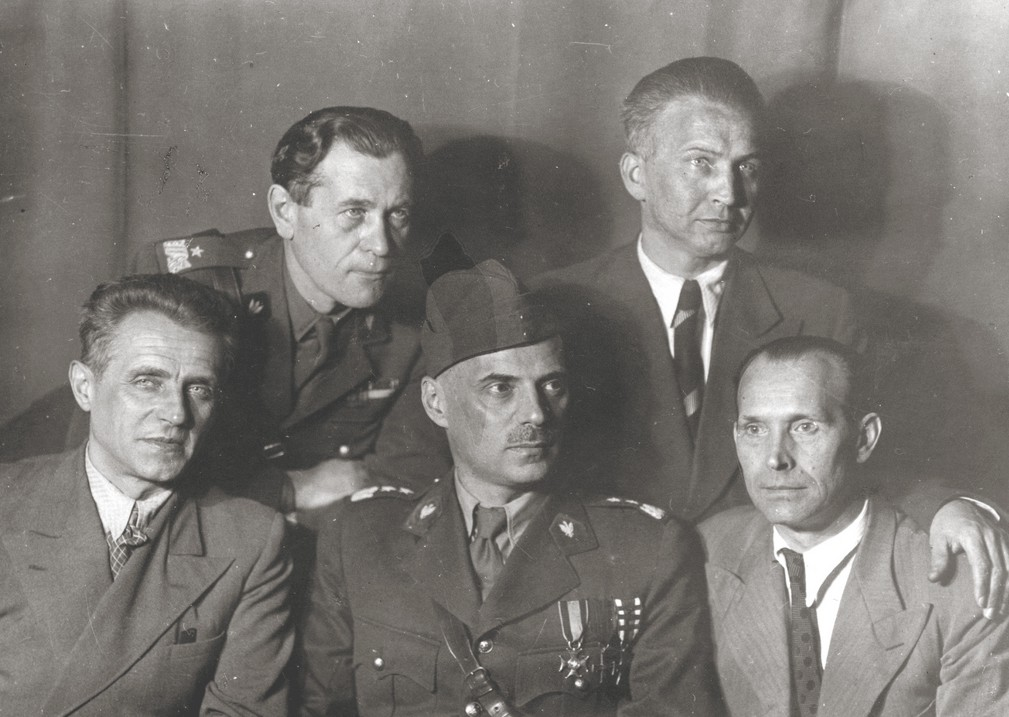
Generałowie: Michał Tokarzewski-Karaszewicz, Władysław Anders, Mieczysław Boruta-Spiechowicz (pierwszy rząd, od lewej), Zygmunt Bohusz-Szyszko, płk Leopold Okulicki (drugi rząd). Polskie Siły Zbrojne w ZSRR 1942

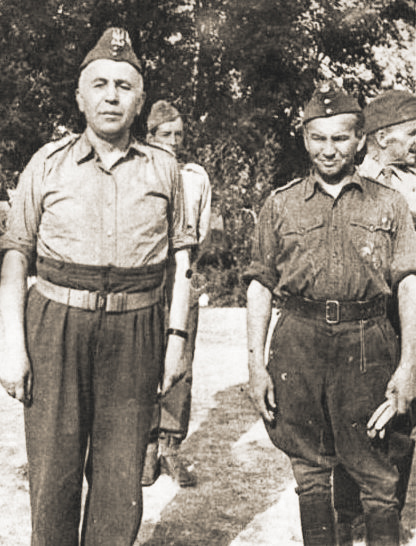
Józef Gawlina, biskup polowy Armii Andersa (po lewej) i Leopold Okulicki

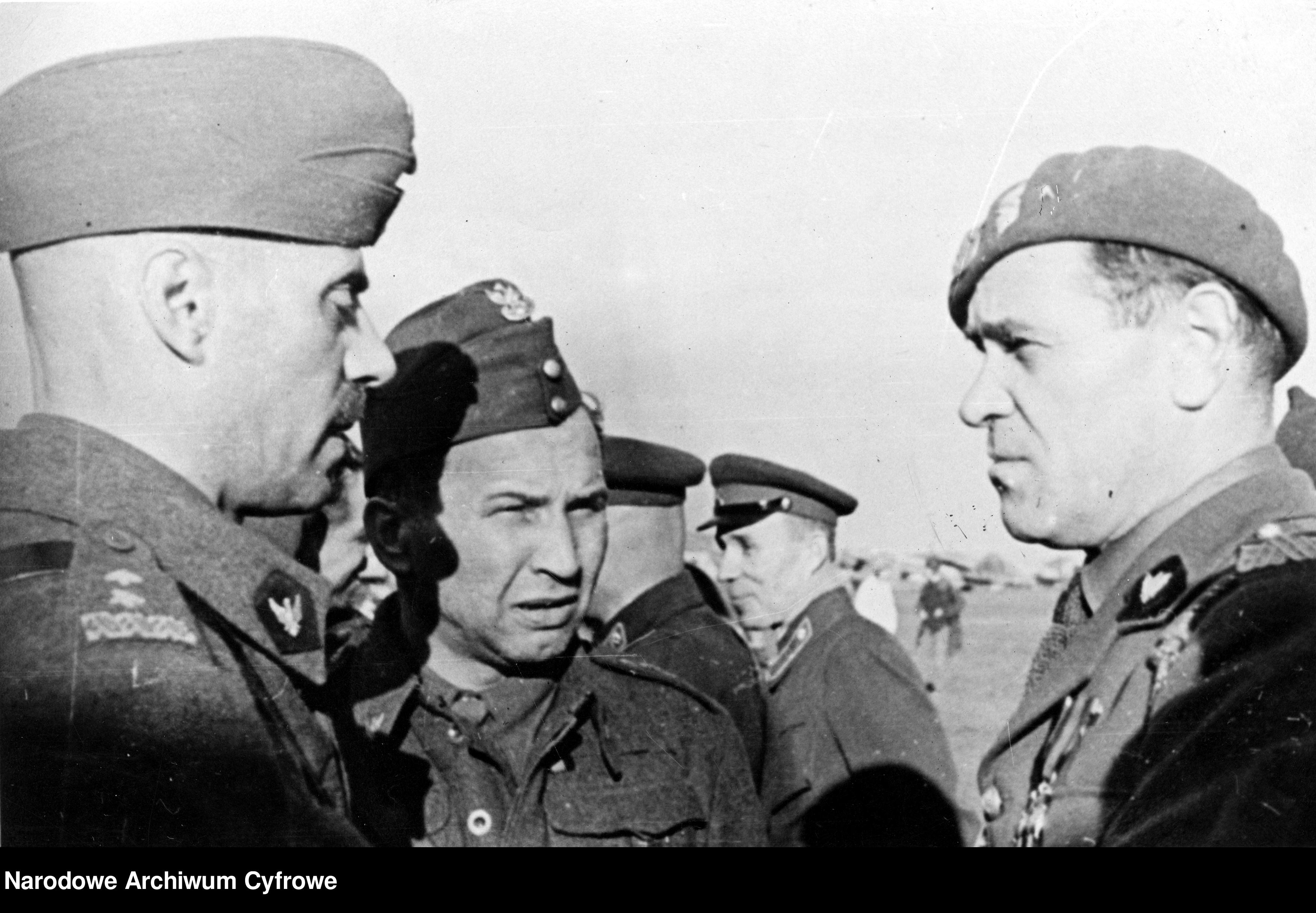
Od lewej: gen. Władysław Anders, płk dypl. Leopold Okulicki i gen. Zygmunt Bohusz-Szyszko, Tockoje 1941–1942

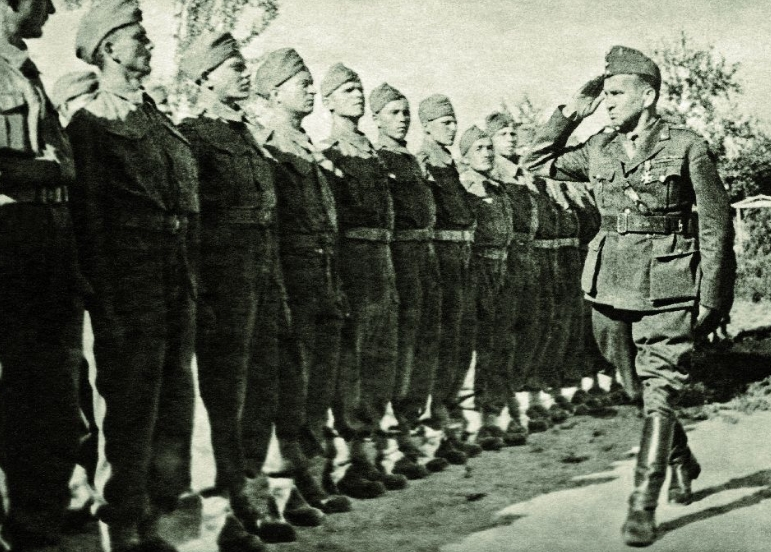
Dowódca 7 DP Armii Andersa płk Leopold Okulicki dokonuje przeglądu oddziałów, uroczystość święta 3 maja w 1942

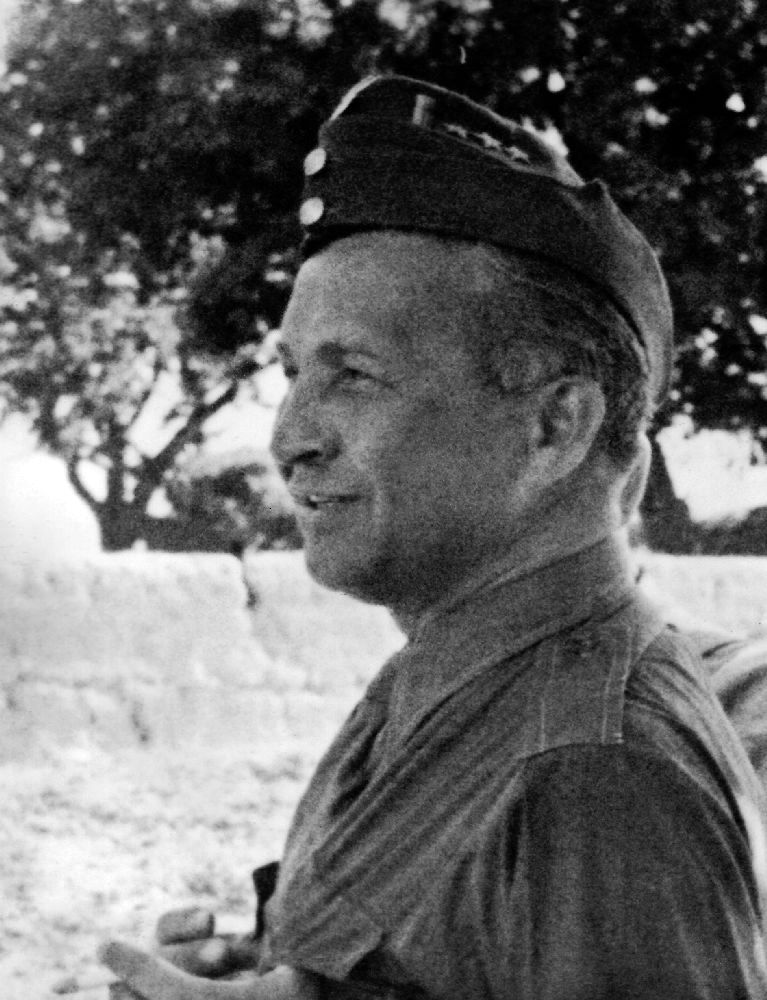
Płk Leopold Okulicki podczas ćwiczeń

Po ataku III Rzeszy na ZSRR i układzie Sikorski-Majski zwolniony z Łubianki na interwencję gen. Władysława Andersa 2 lub 14 sierpnia 1941. Objął funkcję szefa sztabu (do maja 1942) w tworzonej na terenie ZSRR armii polskiej. Zorganizował komórkę dokumentującą martyrologię Polaków w ZSRR 1939–1941 i poszukującą 15 tys. polskich oficerów zaginionych w ZSRR. Na jego rozkaz dane o zaginionych oficerach zbierał rtm. Józef Czapski. W grudniu 1941 Okulicki wraz z gen. Andersem towarzyszył premierowi gen. Władysławowi Sikorskiemu w oficjalnej delegacji polskiej na Kremlu w Moskwie. 18 marca 1942 wspólnie z gen. Andersem, w czasie dramatycznych negocjacji ze Stalinem i Mołotowem na Kremlu, domagali się uwolnienia zaginionych polskich oficerów w ZSRR. Anders mówił do Stalina: „Do tego czasu nie zjawili się oficerowie wywiezieni z Kozielska, Starobielska i Ostaszkowa. Powinni być na pewno u Was”. [...] Stalin odrzekł: „[...] Nie wiem, gdzie są. Na co mam ich trzymać. Być może, że znajdując się w obozach na terenach, które zajęli Niemcy, rozbiegli się”. Okulicki odpowiedział Stalinowi: „Niemożliwe, o tym wiedzielibyśmy”. Początkowo, podobnie jak Wódz Naczelny gen. Władysław Sikorski, był przeciwny wycofaniu Armii Polskiej z ZSRR. W drugiej połowie marca 1942 wraz z gen. Bolesławem Szareckim, naczelnym lekarzem PSZ, i grupą oficerów udał się do Pahlevi w Iranie, by przygotować ewakuację pierwszych grup wojska i ludności polskiej z ZSRR. 16 kwietnia 1942 gen. Anders wydał opinię o Okulickim: „W tych najcięższych chwilach, kiedy 7 miesięcy współpracy można śmiało policzyć za 7 lat, płk Okulicki wykazał tyle niespożytej energii i hartu ducha oraz tyle żołnierskich zalet, jak poprzednio w wojnie 1939 i następnie w ZWZ. Ani na chwilę nie zawiódł mego całkowitego zaufania, był wzorem lojalności służbowej i odwagi cywilnej”.
W efekcie nacisków sowieckich i w porozumieniu z gen. Andersem Okulicki zrezygnował ze swej funkcji szefa sztabu armii PSZ w ZSRR i 8 marca 1942 r. objął dowództwo 7 Dywizji Piechoty formującej się w Kermine w Uzbekistanie, a jej dotychczasowy dowódca gen. Zygmunt Bohusz-Szyszko został zamiast Okulickiego mianowany szefem sztabu PSZ w ZSRR. Okulicki dowodził 7 Dywizją Piechoty na Bliskim Wschodzie do czerwca 1943. Wiadomość z kwietnia 1943 r. o odkryciu przez Niemców w Katyniu pod Smoleńskiem masowego grobu kilku tysięcy polskich oficerów zamordowanych w 1940 r. przez NKWD stała się dla Okulickiego wielkim wstrząsem, który zaważył na jego późniejszych decyzjach o zgłoszeniu się ochotniczo do lotu do kraju w celu walki podziemnej i ze świadomością, że walka ta może będzie kontynuowana również pod okupacją sowiecką. Od czerwca do października 1943 był w dyspozycji szefa sztabu Naczelnego Wodza na Bliskim Wschodzie. Leopold Okulicki podjął działania o włączenie 2. Korpusu Polskiego do pomocy Krajowi. Zapoczątkował rekrutację ochotników na przerzucenie do Polski i zorganizował ich szkolenie. Od 1 do 28 października 1943 r. był dowódcą Ośrodka Wyszkolenia Specjalnego nr 10 na Środkowym Wschodzie. W lipcu 1943 Okulicki został wysłany przez gen. Andersa w delegacji Armii Polskiej na Wschodzie z gen. Michałem Tokarzewskim–Karaszewiczem i mjr. Władysławem Bobińskim na pogrzeb naczelnego wodza gen. Władysława Sikorskiego do Londynu, i z zadaniem poparcia gen. Kazimierza Sosnkowskiego w okresie przesilenia rządowego po tragedii w Gibraltarze. Od 1 października 1943 do stycznia 1944 dowódca Ośrodka Wyszkolenia (baza nr 10, brytyjski kryptonim „Impudent”) w Ostuni koło Brindisi we Włoszech. W ośrodku szkolono m.in. ochotników zwerbowanych przez Okulickiego w APW na Bliskim Wschodzie.

### Powstanie warszawskie

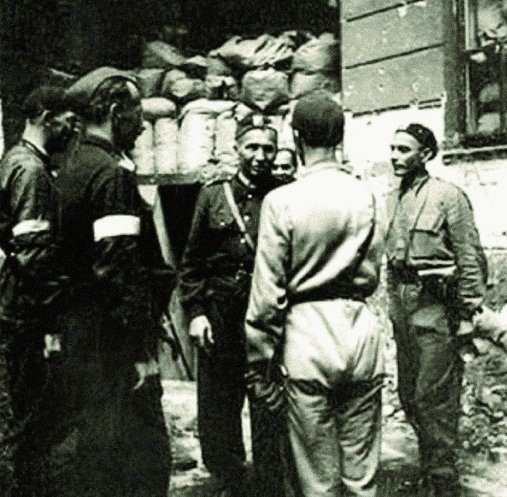
Leopold Okulicki wśród żołnierzy AK w czasie walk powstańczych w Warszawie, 1944

W nocy z 21 na 22 maja 1944, po uprzednim przeszkoleniu spadochronowym skoczył ze spadochronem do kraju z samolotu Halifax JP-222 „E” (1586 Eskadra Specjalnego Przeznaczenia), w ramach operacji lotniczej „Weller 29”. Zorganizowany przez Główną Bazę Przerzutową start z lotniska Campo Casale nieopodal Brindisi, zrzut na placówkę odbiorczą „Kos” w rejonie Wierzbna, 24 km od Krakowa. Po skoku awansowany do stopnia generała brygady (22 maja 1944). Przyjął pseudonim „Kobra”. W operacji „Weller 29” razem z nim skakali do Polski cichociemni: Marian Teleszyński oraz Zbigniew Waruszyński, stanowiący jego ochronę osobistą oraz Krzysztof Grodzicki, Tomasz Wierzejski, Władysław Marecki. Jak uważa Andrzej Leon Sowa: „Wszystko wskazuje na to, że generał Sosnkowski, wysyłając do kraju Okulickiego, próbował kontynuować swoją podwójną grę wobec Mikołajczyka. Formalnie nadal nakazywał wykonywać akcję „Burza” – zwolennikiem której był Mikołajczyk. W rzeczywistości Sosnkowski chciał (według Andrzeja L. Sowy), aby działania w ramach „Burzy”: „ograniczyć do minimum i aby główne siły AK ochronić przed ujawnieniem wobec Sowietów, pozostawić je w konspiracji, a kogo się da przerzucić na Zachód, w celu wzmocnienia PSZ w oczekiwaniu na trzecią wojnę światową”. I dalej Andrzej Leon Sowa pisze: „Należy sądzić, że Okulicki przekazał ustną instrukcję Naczelnego Wodza gen. Komorowskiemu, tyle tylko, że dowódca AK i gen. Pełczyński byli coraz bardziej skłonni do podejmowania działań znacznie wykraczających poza koncepcję „Burzy”, do czego zachęcały ich także wydarzenia na Wołyniu”. Na pytanie francuskiego dziennikarza Jean-François Steinera: – Czy to gen. Okulicki był inicjatorem walki w Warszawie?, generał Pełczyński oświadczył: „Okulicki został przysłany z Londynu z dyrektywami hamującymi nas w walce. Ale Okulicki na miejscu rozważywszy wszystko, miał takie stanowisko, o jakim pan mówi. (…) Zgadzam się, że szybko przyjęliśmy jego inicjatywę, ale „Bór” jeszcze rozmawiał z Delegatem Rządu”.
3 czerwca 1944 objął stanowisko szefa Operacji i I zastępcy szefa Sztabu KG AK, gen. Tadeusza Pełczyńskiego ps. „Grzegorz”. 27 lipca Tadeusz Bór-Komorowski mianował go swoim następcą na stanowisku komendanta AK na wypadek, gdyby dotychczasowe dowództwo nie mogło pełnić swoich funkcji, mianując go jednocześnie dowódcą tzw. II rzutu KG AK i po konsultacji z Naczelnym Wodzem gen. Kazimierzem Sosnkowskim komendantem konspiracyjnej, kadrowej organizacji „NIE”. Okulicki był zwolennikiem usamodzielnienia władz krajowych względem rządu na uchodźstwie, podobnie jak np. Adam Bień ze Stronnictwa Ludowego.
Pod wpływem argumentacji Okulickiego zagadnienie podjęcia walki w Warszawie zaczęło dostrzegać dowództwo AK. Jak wspominał Kazimierz Iranek-Osmecki, szef Oddziału II KG AK: „Naszym błędem było, że sami nie zrozumieliśmy tego (tj. konieczności powstania w Warszawie) wcześniej, na długo przed 20 lipca 1944. (...) przed przybyciem Okulickiego, wysłaliśmy jeszcze wielki transport broni w okolice Białegostoku. Całkowicie pochłonięci operacją „Burza”, która miała znaczenie drugorzędne, zapomnieliśmy o Warszawie, o duszy kraju”. Mimo poleceń gen. Sosnkowskiego Okulicki był w dowództwie AK jednym z głównych zwolenników walki zbrojnej w Warszawie. Według Andrzeja Leona Sowy, „wprowadzał swoich rozmówców w błąd”, jeśli chodzi o pomoc sojuszników alianckich. Jednak podobne zdanie do Okulickiego, co do pomocy militarnej Zachodu po wybuchu powstania, mieli gen. Komorowski i szef oddziału operacyjnego w KG AK płk dypl. Józef Szostak ps. „Filip”.
21 lipca 1944 przekonał gen. Bora-Komorowskiego i gen. Pełczyńskiego do konieczności powstania. Do 31 lipca 1944 brał udział w odprawach Komendy Głównej - w ich trakcie stosował wyraźne naciski na Bora - Komorowskiego, a argumenty które przedstawiał z perspektywy wojskowej były irracjonalne:
"Nie potrzeba nam ani planów, ani przygotowań. Potrzebny jest tylko rozkaz, a milion warszawiaków rzuci się na Niemców z karabinem, butelką, kijem." 
Okulicki część planu "Burza", która dotyczyła Warszawy (wycofanie sił AK z miasta i atak na wycofujących się Niemców poza jego granicami) ocenił jako tchórzostwo. Zamiast tego zaproponował zrobienie z Warszawy "kotła" w którym mieli zostać zamknięci Niemcy w celu ich eliminacji. Tak plany Okulickiego wspominał pułk. Janusz Bokszczanin:
"Był to projekt śmieszny, goteskowy, gdy znało się potęgę niemiecką i siły którymi dysponowaliśmy. Usiłowałem to Okulickiemu wykazać, lecz odparł mi, że tchórze zawsze znajdą przyczyny, aby się nie bić. Był to argument nikczemny i nigodny oficera Komendy Głównej, rodzaj wypowiedzi [...] która jest bezsensowna w odniesieniu do oficera KG, którego zadaniem jest myśleć, a nie ryzykować życie. Okulicki wolał umrzeć niż myśleć. "
31 lipca 1944 odbyły się dwie odprawy dowództwa AK: poranna oraz popołudniowa. W trakcie porannej odbyło się głosowanie w sprawie natychmiastowego wybuchu powstania - w jego wyniku podjęto decyzję o nie podejmowaniu walki. Przed zaplanowaną odprawą popołudniową u Bora - Komorowskiego zameldowali się generałowie Okulicki i Pełczyński. Dowódca bez wsparcia innych oficerów, po gwałtownej dyskusji w trakcie której dochodziło do krzyków, dał się przekonać do wydania rozkazu o wszczęciu Powstania Warszawskiego. 
Podczas powstania warszawskiego, po ciężkim zranieniu gen. Pełczyńskiego, od 6 września 1944 Okulicki był p.o. szefem Sztabu KG AK. 11 września, w związku z niepomyślnym przebiegiem powstania i spowodowaną tym praktyczną niemożliwością tworzenia alternatywnej zakonspirowanej struktury wojskowej (większość oficerów skierowanych do „NIE” wzięła udział w powstaniu i akcji „Burza”, ulegając tym samym dekonspiracji), objął szefostwo sztabu KG AK. Według niektórych źródeł był członkiem grupy wysokich oficerów wojsk powstańczych, która w związku z porażkami dążyła do odsunięcia od dowodzenia oddziałami AK gen. „Bora”-Komorowskiego.
28 września Okulicki brał udział w naradzie siedmiu najwyższych oficerów AK z delegatem rządu Janem Stanisławem Jankowskim, gdzie zdecydowano o rozmowach kapitulacyjnych. Rozkazem z dnia 28 września 1944 Wódz Naczelny gen. broni Kazimierz Sosnkowski nadał gen. Okulickiemu Złoty Krzyż Orderu Virtuti Militari.

### Komendant główny AK
Generał Komorowski po kapitulacji zamierzał udać się do niewoli w myśl umowy kapitulacyjnej, pomimo że do ucieczki namawiało go wiele osób, w tym Prezydent Rzeczypospolitej. Uważając, że kapitulacja Warszawy nie może być kapitulacją całego ruchu podziemnego, gen. Komorowski mianował 1 października 1944 gen. Okulickiego komendantem głównym AK. Okulicki dobrał sobie małą grupę oficerów, z którymi miał wyjść z Warszawy wraz z ludnością cywilną. 3 października 1944 roku o swojej decyzji mianowania komendantem głównym AK „Niedźwiadka” – „Bór” poinformował drogą radiową Okręgi AK. Jednak władze w Londynie zwlekały z zatwierdzeniem tej decyzji. Uczyniły to 3 listopada, gdy prezydent Raczkiewicz uznał Okulickiego pełniącym obowiązki komendanta głównego AK do czasu mianowania przez prezydenta nowego komendanta głównego (bez prawa odwoływania i powoływania komendantów okręgów). Dopiero 21 grudnia 1944 prezydent Władysław Raczkiewicz na wniosek nowego premiera Tomasza Arciszewskiego, mianował generała Okulickiego komendantem głównym AK na obszar obu okupacji nadal jednak z ograniczonymi w stosunku do „Bora” kompetencjami, przeciwko czemu Okulicki protestował.
Po upadku powstania Okulicki i wybrani oficerowie, każdy na własną rękę, opuścili miasto z ludnością cywilną. 3 października 1944 r. generał z dworca Zachodniego przewieziony został do Pruszkowa, skąd trafił do Durchgangslager 121 – Dulag. Na początku otrzymał przydział do baraku nr W5, nocą przedostał się do baraku nr W1. W Kielcach około południa zbiegł z transportu kolejowego, trafiając do Komendy Okręgu. 8 października, oceniając realistycznie sytuację po przegranym powstaniu, zaproponował w depeszy Sztabowi Naczelnego Wodza w Londynie wyciągnięcie wniosków z dotychczasowych kontaktów z wojskami sowieckimi i wstrzymanie wykonywania akcji „Burza”, zaprzestanie ujawniania AK przed Armią Czerwoną oraz walkę z Niemcami tylko w obronie ludności cywilnej. Zalecał też przerzucenie najbardziej zagrożonych jednostek na inne tereny i na Zachód. 28 października gen. Stanisław Kopański odrzucił większość propozycji Okulickiego, a więc przerwanie wykonywania „Burzy” i nieujawnianie się wobec Armii Czerwonej. 22 grudnia 1944 doręczono Okulickiemu depeszę o śmierci syna Zbigniewa, żołnierza 2. Korpusu Polskiego, w bitwie o Ankonę. Generałowi odnowiła się nieuleczalna choroba serca. 15–18 grudnia 1944 r. w klasztorze bernardynów w Piotrkowie Trybunalskim odbyła się wspólna narada nowego komendanta AK gen. Leopolda Okulickiego oraz KRM i RJN. Narada ta poświęcona była analizie sytuacji międzynarodowej, okupacji sowieckiej obejmującej stopniowo cały kraj oraz rządowi w Londynie, w którym zaostrzał się konflikt premiera Mikołajczyka z przeciwnikami jego polityki wobec ZSRR, m.in. przeciwnikiem tej polityki Mikołajczyka był również Okulicki. Podczas tej narady ujawnił istnienie organizacji „NIE”. 24 grudnia 1944 r. Leopold Okulicki przyjechał z Częstochowy na dworzec kolejowy w Koniecpolu odebrany przez I batalion 74 pułku piechoty AK. Trafił do Oleszna, gdzie w okolicznych lasach dokonał przeglądu 74 pułku piechoty AK. Wigilię i Nowy Rok spędził w dworku w Olesznie. 3 stycznia 1945 spotkał się w Zaciszu z uczestnikami brytyjskiej misji wojskowej Freston SOE. 6 stycznia 1945 r. wraz ze swym sztabem wizytował batalion „Las” 74 pp AK w Pękowcu. Działał w okolicach Częstochowy, Łodzi i Milanówka. 26 października 1944 wydał rozkaz zakończenia akcji „Burza”. Wspierał PCK i RGO znacznymi sumami pieniędzy z kasy AK, zabezpieczając w ten sposób rodziny żołnierzy poległych i wziętych do niewoli oraz ludność wysiedloną z Warszawy. Powołał przy BiP KG AK Biuro Historyczne na czele z płk. Adamem Borkiewiczem, gromadzące materiały na temat przebiegu walk w Warszawie.
Wobec beznadziejnej sytuacji, w jakiej znalazły się oddziały AK po rozpoczęciu ofensywy styczniowej przez Sowietów, chcąc pozbawić NKWD pretekstu do represji, za zgodą Naczelnego Wodza i na mocy instrukcji rządu z 16 listopada 1944, gen. Okulicki 19 stycznia 1945 rozwiązał swym rozkazem Armię Krajową. Wydał rozkaz o rozwiązaniu Armii Krajowej, zwalniający żołnierzy z przysięgi, nakazujący żołnierzom AK, by dalszą pracę i działalność prowadzili w duchu odzyskania pełnej niepodległości, starając się być przewodnikami narodu, sugerując pozostanie w konspiracji (nie spowodowało to jednak osłabienia represji sowieckich i tylko w pewnym stopniu ograniczyło wywołany przez nie powrót żołnierzy AK do konspiracji). Prowadził dalej w podziemiu działalność niepodległościową. Okulicki rozesłał równocześnie tajne rozkazy w celu pozostawienia szkieletowej sieci sztabów i struktur, magazynowania broni i zachowania łączności radiowej. Miała to być baza kadrowa dla organizacji NIE. Akt rozwiązania Armii Krajowej potwierdziło przemówienie radiowe Prezydenta RP z dnia 8 lutego 1945, którego pierwsze zdanie brzmiało: „Z chwilą wyparcia niemieckiego najeźdźcy z Polski przez Armię Czerwoną ustały działania zbrojne na obszarach naszego kraju i oddziały Armii Krajowej zostały rozwiązane...”.

### Komendant główny NIE
Tuż po przerzuceniu do Polski z 21/22 maja 1944 Okulicki został 27 lipca 1944 komendantem organizacji NIE. Organizując specjalną konferencję 12 stycznia 1945 roku w Krakowie przy ul. Dietla 12 dla politycznych przedstawicieli Polskiego Państwa Podziemnego, przedstawił Radzie Jedności Narodowej program funkcjonowania organizacji NIE – Niepodległość, która miała zastąpić Armię Krajową po jej rozwiązaniu 19 stycznia 1945 roku. Generał przyjął pseudonim Nowak. Współpracował w organizowaniu NIE z gen. Augustem Emilem Fieldorfem „Nilem” i płk. Januszem Bokszczaninem „Wirem” jako szefem sztabu AK.

## Proces szesnastu

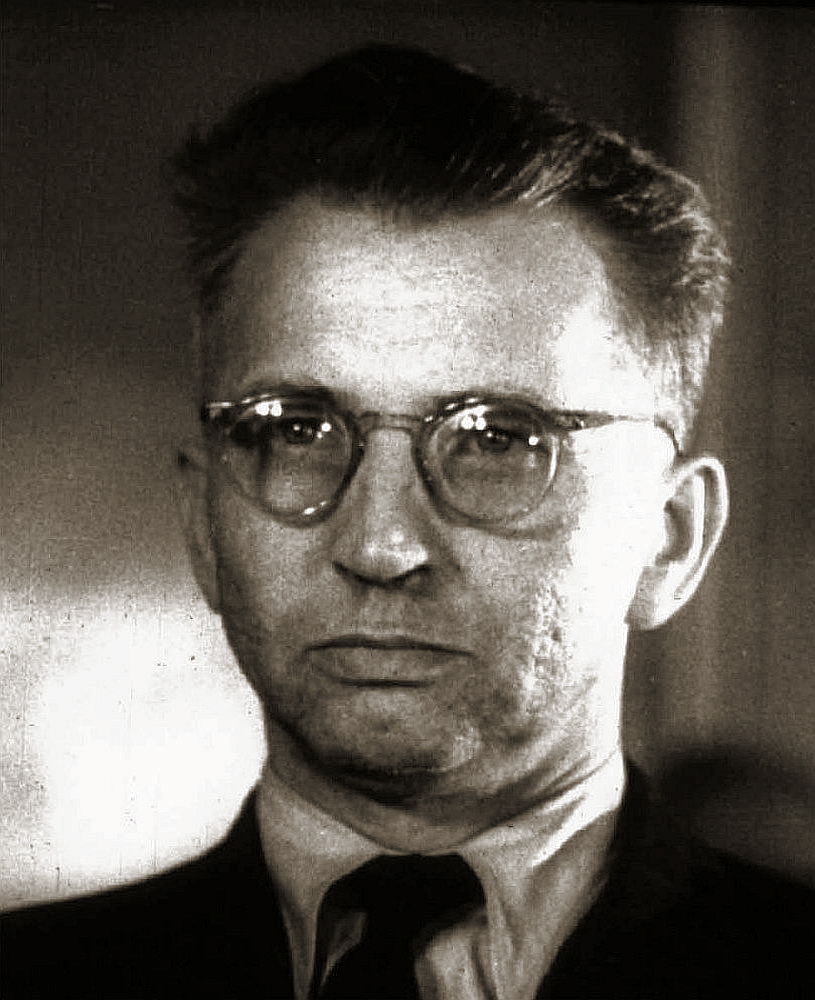
Leopold Okulicki na „Procesie szesnastu” w Moskwie, 1945

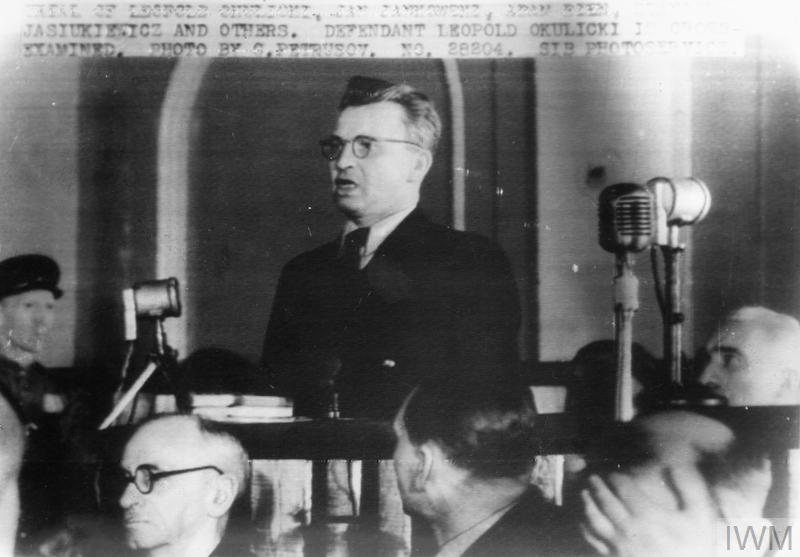
Leopold Okulicki broniący Polski w pokazowym procesie przeciwko 16 przywódcom Polskiego Państwa Podziemnego, Moskwa 21 czerwca 1945

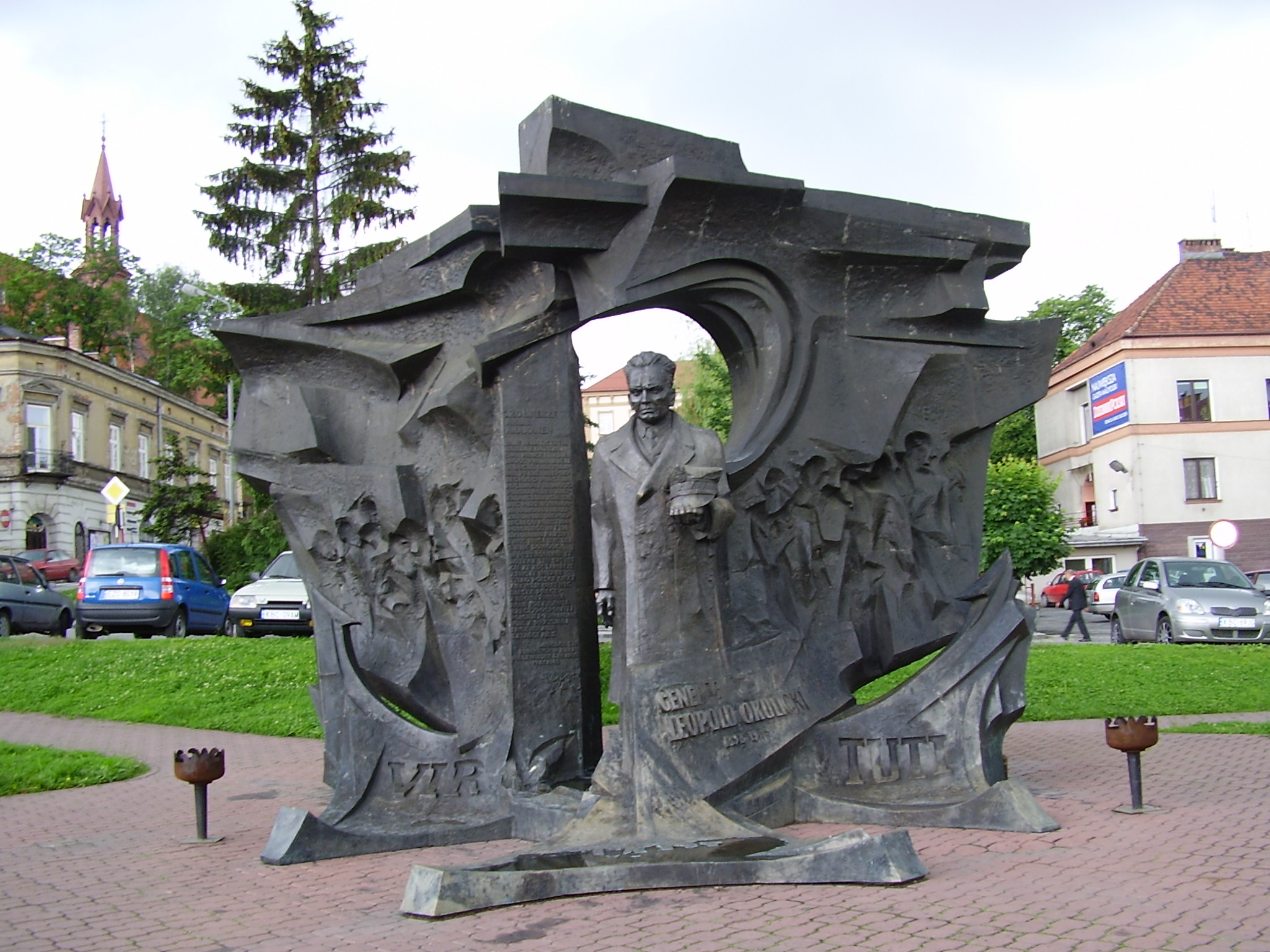
Pomnik Leopolda Okulickiego w Bochni

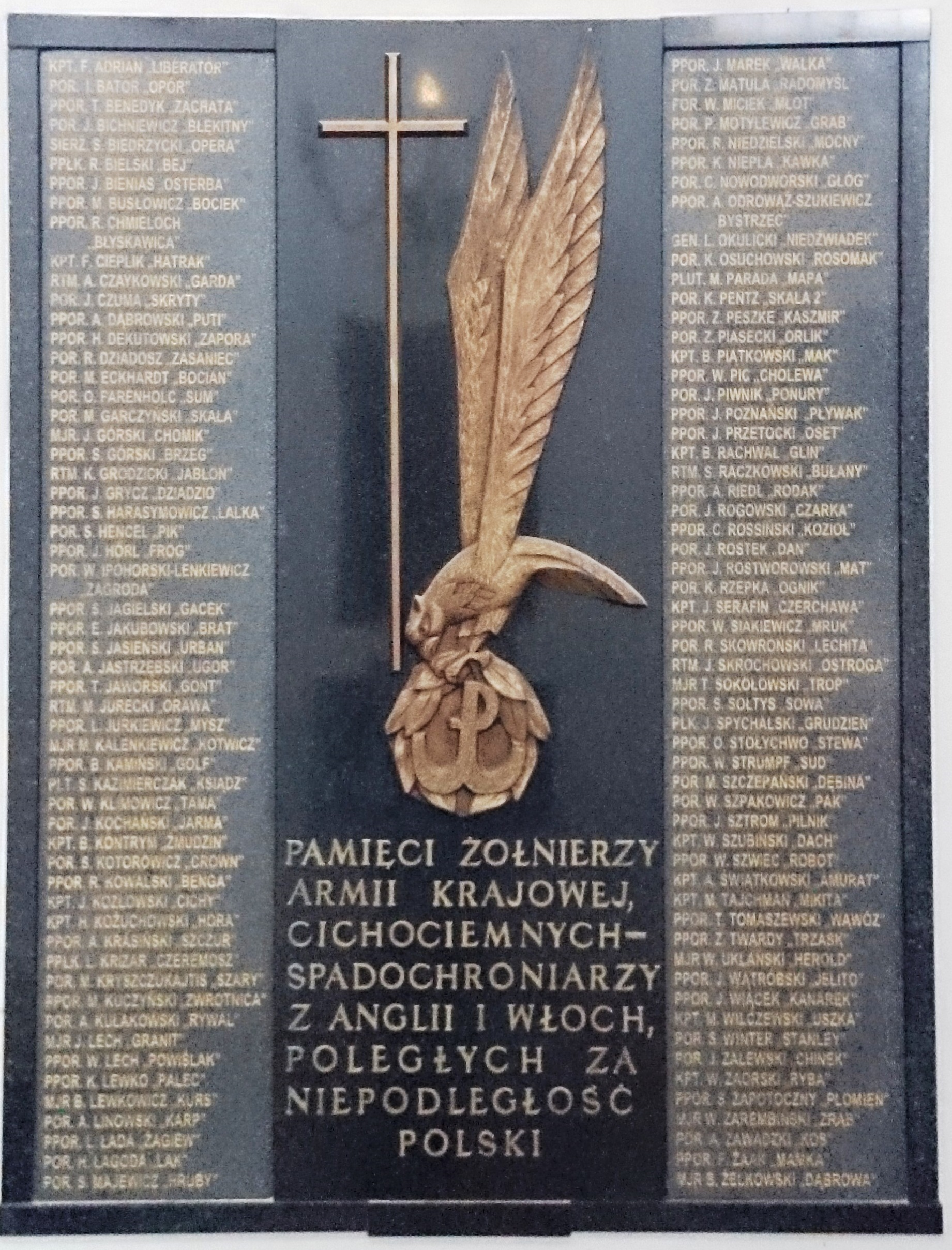
Tablica w kościele św. Jacka w Warszawie, upamiętniająca poległych cichociemnych, w tym Leopolda Okulickiego

9 marca 1945 Okulicki z Delegatem Rządu Janem Stanisławem Jankowskim otrzymali listy od płk. NKWD Pimienowa, występującego jako pułkownik gwardii, z propozycją rozmów. Z upoważnienia marszałka Żukowa rozmówcą ich miał być gen. Iwanow (pseudonim gen. NKWD Iwana Sierowa). Okulicki był przeciwny podjęciu rozmów, przewidując podstęp. Jak wspominał płk. dypl. Jan Rzepecki: „Pokazawszy mi ten list, Okulicki wyraził swój stosunek do niego. „– Ja ich znam. Uciekam do Zakopanego, tylko omówię to z Delegatem i załatwimy najważniejsze sprawy bieżące”.”. Na wyraźne polecenie wicepremiera Jankowskiego zgodził się towarzyszyć Delegatowi Rządu i przewodniczącemu Rady Jedności Narodowej Kazimierzowi Pużakowi. Wcześniej mianował płk. Jana Rzepeckiego ps. „Prezes” swoim zastępcą, na wypadek aresztowania.
W wyniku prowokacji NKWD i UB z 27/28 marca 1945 zaproszony został wraz z członkami Delegatury Rządu przez gen. Sierowa na pertraktacje polityczne do Pruszkowa, al. Armii Krajowej 11. Wbrew kategorycznemu rozkazowi gen. Andersa oraz Szefa Sztabu Naczelnego Wodza gen. Kopańskiego, postanowił ujawnić się wobec Sowietów, przyjmując zaproszenie na pertraktacje. Został aresztowany razem z 15 innymi przywódcami AK i Państwa Podziemnego, a następnie wywieziony do Moskwy.
Prowokacja udała się tylko dlatego, iż obiecano im lot do Londynu, by stamtąd po uzgodnieniu stanowisk z rządem RP na uchodźstwie i Churchillem udać się na Kreml. Samolot z Okęcia wystartował jednak do Moskwy, a porwani usłyszeli od nieznajomego oficera radzieckiego, który przedstawił się jako Iwanow, że lecą do Moskwy, gdzie porozmawiają „z kim należy”.
Na procesie twardo i nieustępliwie bronił dobrego imienia AK i Polskiego Państwa Podziemnego. Nie ujawnił żadnych istotnych szczegółów na temat NIE. Okulicki i pozostali aresztowani odmówili skorzystania z usług adwokatów sowieckich i bronili się sami. Zachował do końca godną i budzącą podziw postawę. W trakcie procesu bronił idei powstania warszawskiego i podkreślał, że dobre stosunki z ZSRR nie będą możliwe bez zachowania niepodległości Polski. Opuszczał salę z podniesioną głową. Oskarżony w sfingowanym procesie o przestępstwa na zapleczu frontu sowieckiego w Polsce, 21 czerwca 1945 roku został skazany w słynnym procesie szesnastu na 10 lat więzienia, co było najwyższą karą wśród oskarżonych. 30–31 maja 1945 w Moskwie Stalin atakował Okulickiego na spotkaniach z dyplomatami amerykańskimi Williamem Averellem Harrimanem i Hopkinsem, traktując go jako najbardziej niebezpiecznego przeciwnika i przestępcę.
Okulicki, broniąc AK i Polski w śledztwie i na „Procesie szesnastu” w Moskwie, przedstawił 9 powodów do wybuchu powstania warszawskiego:
„1. Chęć opanowania Warszawy własnymi siłami przed wkroczeniem Armii Czerwonej celem zorganizowania władz państwowych, samorządowych i wojska i wystąpienie w charakterze prawnego gospodarza.
2. Udowodnienie przed całym światem naszej nieprzerwanej walki z Niemcami, ponieważ o dotychczasowej naszej (w Wilnie, Lwowie, okręgu lubelskim) nie było powiedziane ani słowa.
3. Przez walkę w dużych rozmiarach udowodnić naszą dobrą wolę wspólnego bicia Niemców razem z Armią Czerwoną i na tej platformie szukać rozwiązania zatargu polsko-sowieckiego.
4. Wziąć odwet na Niemcach za prawie pięcioletnie wyniszczenie Narodu Polskiego.
5. Sparaliżować działania niemieckie na wschodnim brzegu Wisły, których działanie opierało się prawie całkowicie na warszawskim węźle komunikacyjnym.
6. Przez to umożliwić Armii Czerwonej szybkie sforsowanie Wisły i w ten sposób uchronić Warszawę od zniszczenia. Nie pozwolić do ustabilizowania frontu na Wiśle, co w rezultacie musiałoby doprowadzić do zniszczenia Warszawy i w najbliższym czasie wyewakuowania ludności z Warszawy.
7. Ogłoszone przez Niemców [wezwanie] 100 000 mężczyzn z Warszawy do pracy nad budową umocnień niemieckich groziło rozbiciem naszej siły i naszych przygotowań i w rezultacie doprowadzić musiałoby do postawienia nas w całkowicie bierną sytuację.
8. Wzgląd na morale żołnierzy AK i społeczeństwa polskiego, które prawie przez pięć lat przygotowywane do walki z Niemcami przez nas samych mogłoby się załamać, gdybyśmy w tej decydującej i nadarzającej się sytuacji tej walki nie podjęli. Naród polski w takim wypadku musiałby nam postawić pytanie: po co była walka i ofiary, gdy do tego samego biernego oczekiwania na wkroczenie Armii Czerwonej można było ich uniknąć.
9. Uzasadniona obawa, że gdy huk dział zbliży się do Warszawy, nagromadzone elementy i ogólna chęć walki z Niemcami podejmą walkę samorzutnie bez naszego kierownictwa.”

## W niewoli
8 października 1945 roku, wkrótce po procesie moskiewskim, rozkazem Szefa Sztabu Głównego Polskich Sił Zbrojnych na Zachodzie gen. Stanisława Kopańskiego, został skreślony ze stanu Polskich Sił Zbrojnych „dla celów ewidencyjnych i gospodarczych (…) z dniem 30 września 1945”, przestając być formalnie żołnierzem i generałem Rzeczypospolitej, co było bezprecedensowym rozkazem, że więziony przez wroga gen. Leopold Okulicki nie powinien być dalej żołnierzem polskim.
Przebywający w niewoli Okulicki zdążył napisać memoriał do Stalina broniący AK oraz proponujący ułożenie partnerskich stosunków z Polską.

## Śmierć
Wersje dotyczące śmierci Okulickiego są różne.
Po 1945 jego los pozostawał nieznany. 21 czerwca 1955 rządy Stanów Zjednoczonych i Wielkiej Brytanii złożyły oficjalne noty dyplomatyczne w Moskwie i Warszawie z zapytaniem o los tych oskarżonych w „procesie szesnastu”, którzy nie powrócili z ZSRR. W rezultacie w październiku 1955 i w 1956, władze ZSRR ogłosiły, iż Leopold Okulicki zmarł w więzieniu na Łubiance 24 grudnia 1946 na skutek ataku serca i paraliżu, a jego zwłoki zostały spalone w krematorium NKWD na cmentarzu Dońskim w Moskwie.
Inna wersja wydarzeń głosi, że w więzieniu na moskiewskich Butyrkach gen. Okulicki prowadził w maju 1946 roku głodówkę, ponowną podjął w grudniu tego roku. Zmarł 24 grudnia 1946 w szpitalu więziennym na Butyrkach. Według dokumentów szpitalnych nie można go było operować z powodu niedrożności jelit. Według specjalistów więziennych taka niedrożność powstaje w wyniku częstych kopnięć w brzuch.
Informacje dotyczące przyczyny śmierci zakwestionowali Adam Bień oraz Antoni Pajdak, także oskarżeni w procesie szesnastu twierdząc, iż Leopold Okulicki został zamordowany (obaj słyszeli, jak został wyprowadzony z celi nr 62 na egzekucję w Wigilię 1946).
Jak stwierdził późniejszy szef KGB Iwan Sierow: „Okulickiego zlikwidowano w więzieniu”.
Symboliczne mogiły generała Leopolda Okulickiego znajdują się na cmentarzu Wojskowym na Powązkach w Warszawie, kwatera A-26, przy pomniku Gloria Victis, oraz na Cmentarzu Powązkowskim w Alei Zasłużonych (grób 85/86).
Na wniosek strony polskiej, Prokurator Generalny w Warszawie w październiku 1989 skierował pismo do Prokuratury Generalnej Związku Radzieckiego o postępowanie rehabilitacyjne w sprawie generała Okulickiego. Decyzją Plenum Sądu Najwyższego ZSRR z 19 kwietnia 1990 roku sprawa karna wobec byłego dowódcy Armii Krajowej gen. bryg. Leopolda Okulickiego została umorzona z braku znamion przestępstwa w jego działaniach i w ten sposób został zrehabilitowany.

## Ordery i odznaczenia
- Order Orła Białego (pośmiertnie, 11 listopada 1995)[118]
- Krzyż Złoty Orderu Wojennego Virtuti Militari (29 września 1939)[119]
- Krzyż Złoty Orderu Wojennego Virtuti Militari nr 63 (28 września 1944)[120]
- Krzyż Srebrny Orderu Wojskowego Virtuti Militari nr 4549 (1921)[121][122]
- Krzyż Niepodległości (15 kwietnia 1932)[123][124]
- Krzyż Walecznych (czterokrotnie: 1921[125], 1922, 1922, 27 września 1944[119])
- Złoty Krzyż Zasługi z Mieczami
- Złoty Krzyż Zasługi (10 listopada 1928)[126]
- Krzyż Armii Krajowej nr 1 (pośmiertnie, 15 sierpnia 1967)[127]
- Medal Pamiątkowy za Wojnę 1918–1921
- Medal Dziesięciolecia Odzyskanej Niepodległości[128]
- Gwiazda Wytrwałości (1985)[129]
- Legia Zasługi II klasy (USA, pośmiertnie, 17 sierpnia 1984)[130]
- Srebrny Medal Waleczności (Austro-Węgry, 1917)[131]

## Upamiętnienie pośmiertne

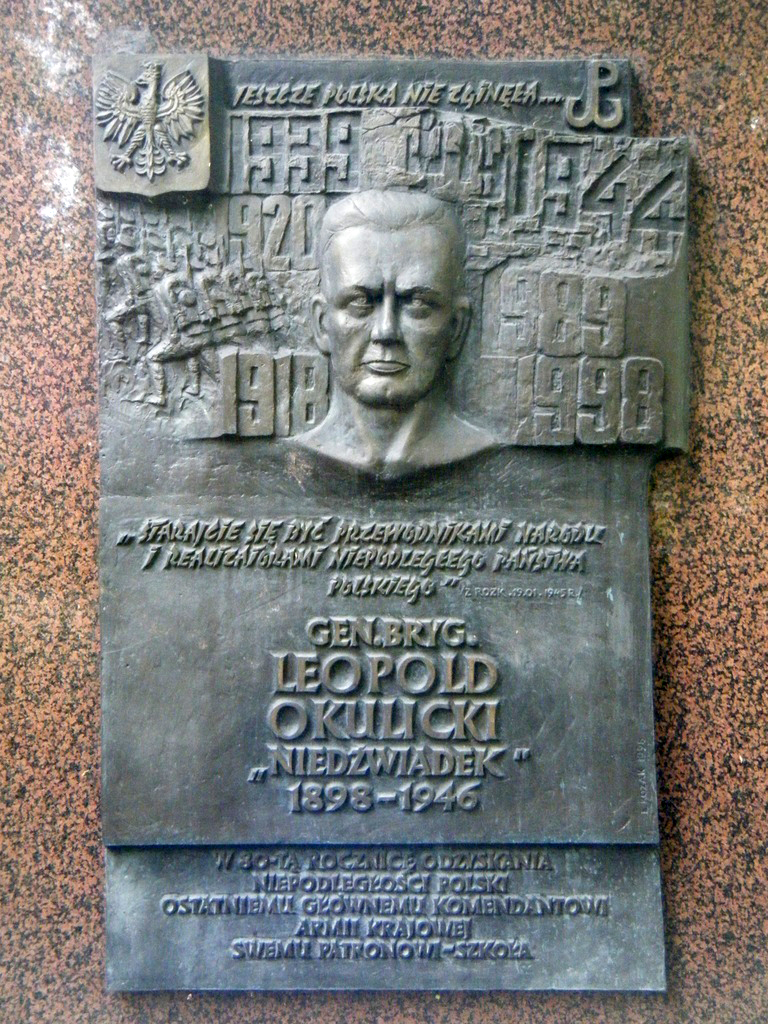
Tablica pamiątkowa na Saskiej Kępie w Warszawie

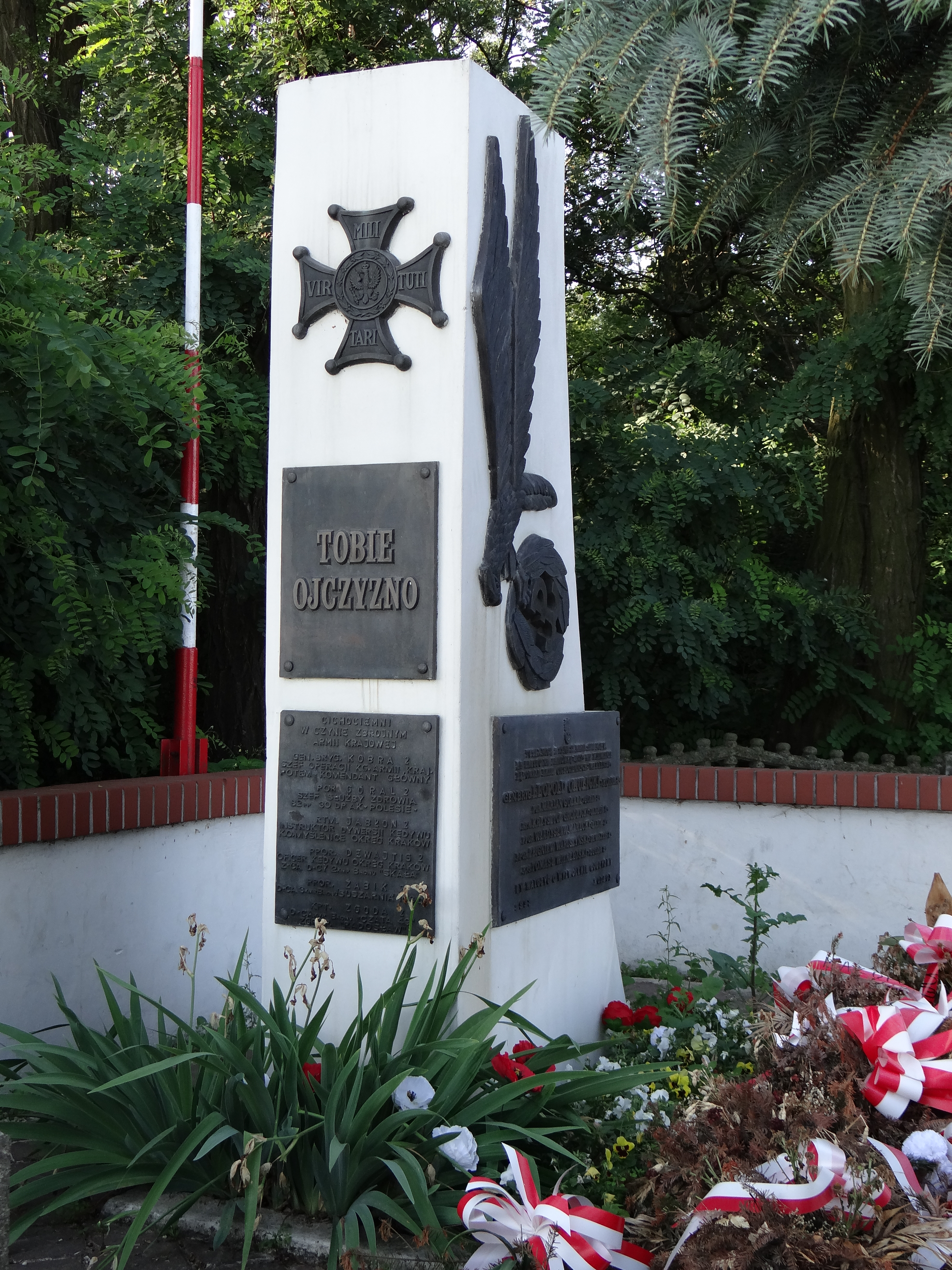
Pomnik ku pamięci gen. Leopolda Okulickiego i członków operacji lotniczej „Weller 29”, skaczących z nim do Polski, w miejscu lądowania: Wierzbno, pow. Proszowice

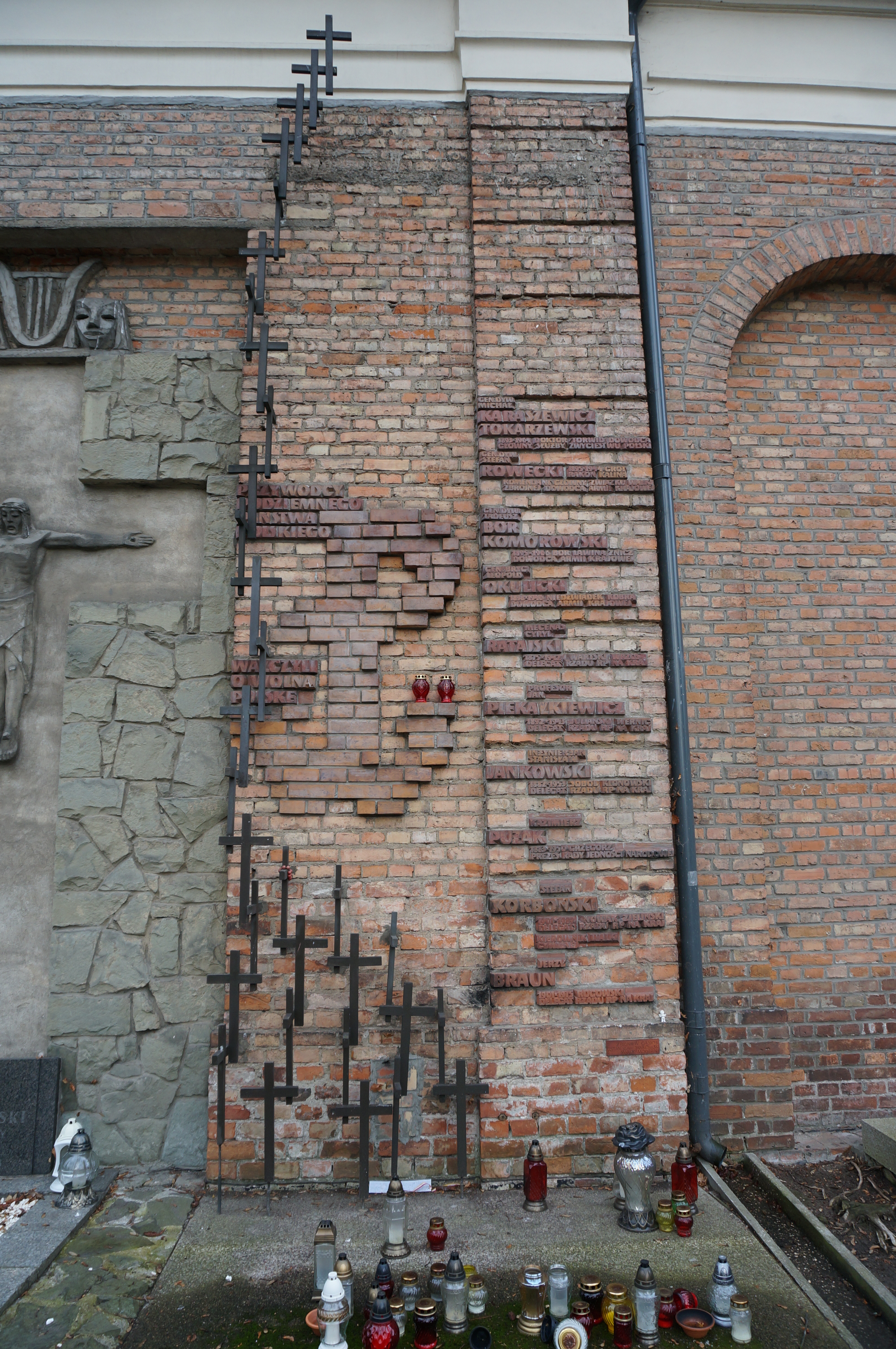
Symboliczny grób Leopolda Okulickiego na Cmentarzu Powązkowskim

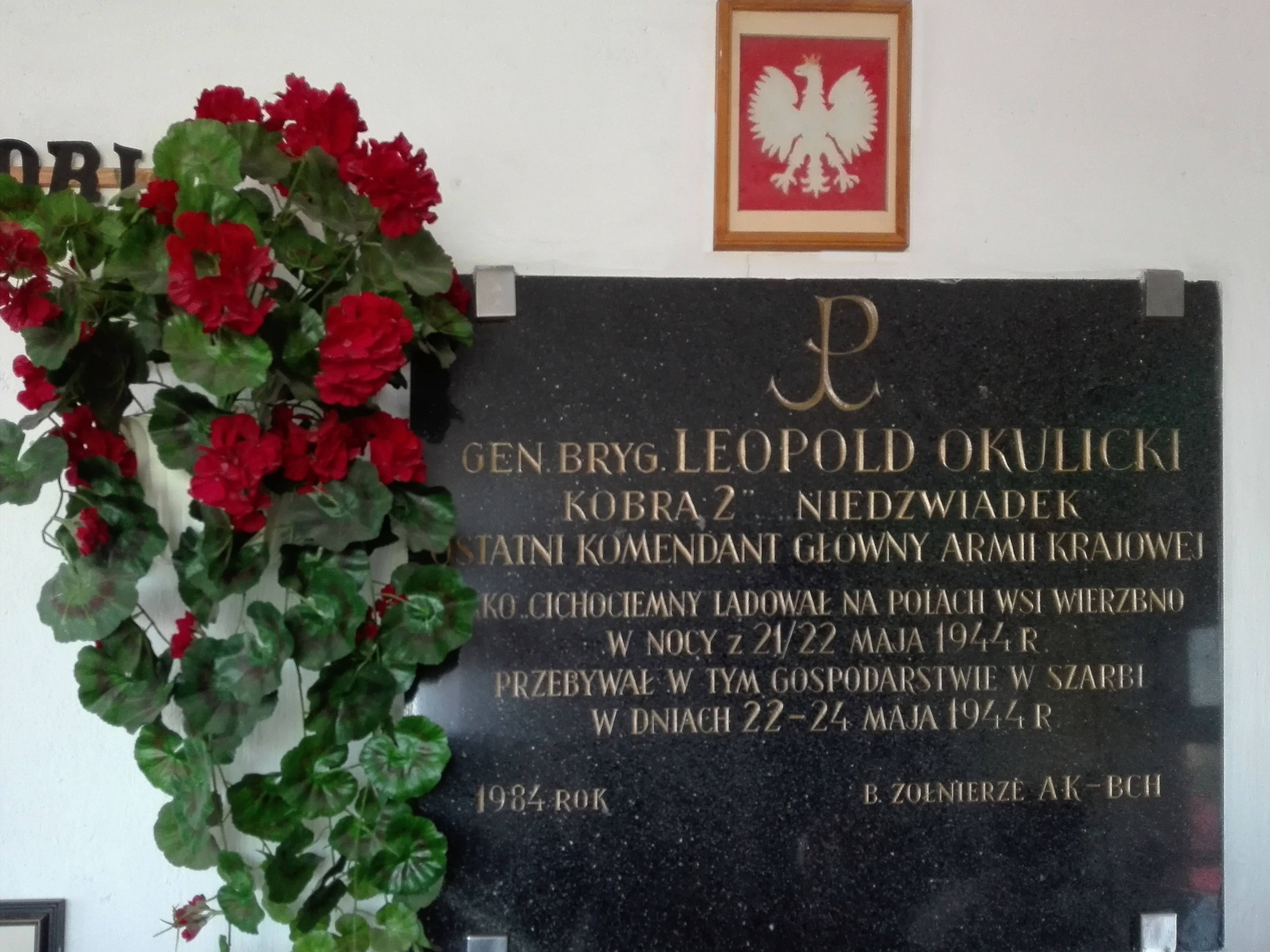
Wierzbno – tablica pamięci gen. Leopolda Okulickiego

Po 1990 imieniem Leopolda Okulickiego nazwano plac w Bochni, a także ulice w wielu innych miastach Polski, m.in. w Brzesku, Bydgoszczy, Bytomiu, Częstochowie, Elblągu, Ełku, Gdańsku, Gorlicach, Kątach Wrocławskich, Koszalinie, Krakowie, Lublinie, Łodzi, Mrągowie, Olsztynie, Opolu, Pabianicach, Piasecznie, Proszowicach, Radomiu, Rybniku, Rzeszowie, Sanoku, Sierpcu, Stalowej Woli, Starogardzie Gdańskim, Szczecinie, Tczewie, Warszawie i Wrocławiu.

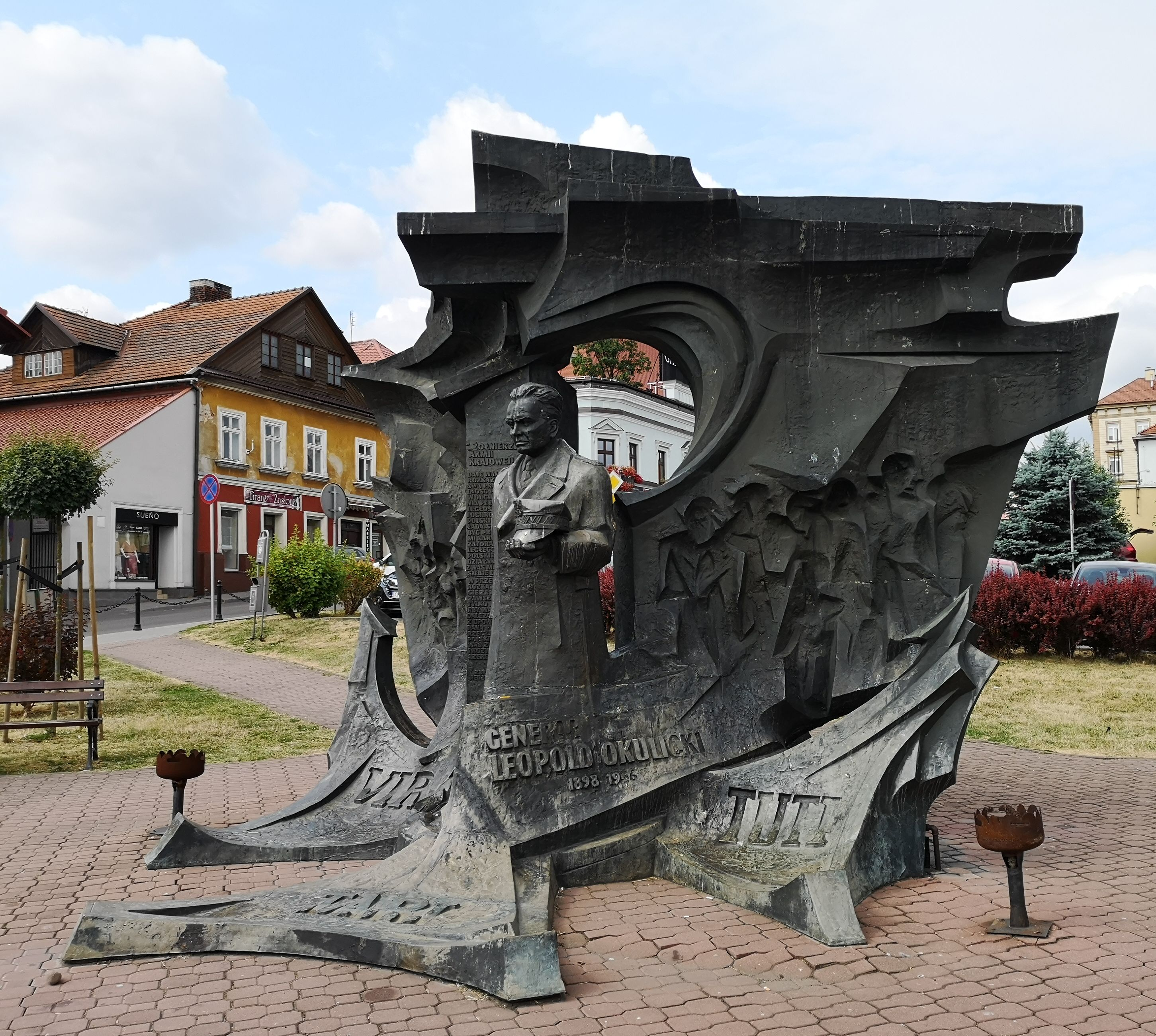
Pomnik gen. Leopolda Okulickiego w Bochni

Jego imię nosi także kilka drużyn harcerskich, w tym 316 Gliwicka Drużyna Harcerzy „Huragan” i szkół, w tym 28 Szkoła Podstawowa we Wrocławiu, Publiczna Szkoła Podstawowa w Okulicach i LXXXVII Liceum w Warszawie.
W 1991 wyemitowano z jego wizerunkiem polską monetę kolekcjonerską o nominale 200 000 zł. Moneta ta została wykonana ze srebra próby 750 w nakładzie 25 000 egzemplarzy, miała średnicę 35 mm i wagę 19,3 g, rant gładki.
20 grudnia 1991 wszedł do obiegu znaczek pocztowy o nominale 6500 zł z wizerunkiem gen. bryg. Leopolda Okulickiego (seria Dowódcy Armii Krajowej).
W uchwale Sejmu Rzeczypospolitej Polskiej z 17 lutego 2012 w sprawie upamiętnienia 70. rocznicy powstania Armii Krajowej stwierdzono: Losy ostatniego Komendanta Głównego Armii Krajowej gen. Leopolda Okulickiego „Niedźwiadka”, sądzonego w Moskwie i tam zamordowanego, symbolizują powojenne losy żołnierzy Armii Krajowej i Polski.
22 lutego 2019 minister obrony narodowej Mariusz Błaszczak nadał 11 Małopolskiej Brygadzie Obrony Terytorialnej imię gen. bryg. Leopolda Okulickiego, ps. „Niedźwiadek”.

## Leopold Okulicki w filmie i teatrze
Leopoldowi Okulickiemu poświęcono filmy dokumentalne.
Filmy dokumentalne
- Życiorys do protokołu. Rzecz o generale Leopoldzie Okulickim (1992), reżyseria: Włodzimierz Dusiewicz[139]
- Dowódcy AK. Niedźwiadek. Leopold Okulicki (2002), reżyseria: Zofia Kunert, Andrzej Krzysztof Kunert[140].

Sztuki teatralne
- Sprawa polska 1944 (1974), w reżyserii Romana Wionczka, gdzie rolę gen. Leopolda Okulickiego zagrał Ryszard Barycz[141].
- Ziarno zroszone krwią (1994), w reżyserii Kazimierza Kutza, w której rolę gen. Leopolda Okulickiego grał Jan Frycz[142].

Postać generała Leopolda Okulickiego przedstawiona jest też w filmach fabularnych:
- Kurier (film) (2019), reżyseria: Władysław Pasikowski, w którym rolę generała Okulickiego gra Mariusz Bonaszewski[143]
- Hubal (film) (1973), reżyseria: Bohdan Poręba, gdzie rolę gen. Leopolda Okulickiego odtwarza Józef Nowak (aktor)[144].

Postać gen. Okulickiego występuje w filmie wojennym powstałym w ZSRR, Żołnierze Wolności (1977) w reż. Jurija Ozierowa. Wcielił się w niego Piotr Pawłowski.

## Kontrowersje
Za kontrowersyjne należy przede wszystkim uznać niepodporządkowanie się Okulickiego rozkazom przełożonych. I tak w lipcu 1944 roku „podjął intensywne starania mające doprowadzić do wszczęcia walk. Za plecami Bora zawiązał spisek, do którego wciągnął kilku innych oficerów”.
Natomiast w marcu 1945 godząc się na pertraktacje polityczne w Pruszkowie, złamał rozkaz gen. Andersa pełniącego wówczas obowiązki Naczelnego Wodza, a także instrukcje ówczesnego premiera Arciszewskiego (luty 1945), jak również szefa sztabu Naczelnego Wodza gen. St. Kopańskiego, by nie podejmował żadnych rozmów „czy negocjacji z nowym okupantem”. Mimo to został usunięty z szeregów wojskowych dopiero 30 września 1945. Skutki niepodporządkowania się rozkazowi opisano wyżej. Historyk Andrzej Kunert stwierdził jednak, że zarówno Leopold Okulicki, Kazimierz Pużak (więzień twierdzy rosyjskiej w Szlisselburgu) i członkowie RJN: „działali wówczas w ramach najlepiej pojmowanej racji stanu, odkładając na bok swoje własne doświadczenia i własne bezpieczeństwo”.
Kontrowersyjna jest obecność Okulickiego w Polsce podczas powstania warszawskiego. Zdaniem historyka P. Zychowicza skierowanie Okulickiego w 1944 do kraju – było poważnym błędem. Emisariusz rządu RP w Londynie Jan Nowak-Jeziorański stwierdził jednak, że Okulicki „znalazł się w kraju, w ścisłym sztabie AK, jako wysłannik i mąż zaufania K. Sosnkowskiego, przez niego samego wybrany” oraz „zajmował kluczowe stanowiska sztabowe za zgodą i wiedzą gen. Sosnkowskiego jako Naczelnego Wodza”.
Inny historyk, Paweł Wieczorkiewicz, w opublikowanym w 2005 roku wywiadzie podstawową swą wątpliwość określił krótko: „kim on był?” formułując swoje zdanie w następujący sposób:

I druga koncepcja: sytuacja wojskowa oraz nacisk aliantów zachodnich wymusi na Sowietach wkroczenie z pomocą do Warszawy. Jest przerażające, że Okulicki, który poznał mentalność sowiecką, siedząc w więzieniu na Łubiance, nie był w stanie rozpoznać ich elementarnej polityki. Tu pojawia się pytanie: kim on był? Przecież został zrzucony do kraju na spadochronie z jedynym zadaniem: rozkazem naczelnego wodza – Kazimierza Sosnkowskiego, że w Warszawie nie wolno robić powstania! Istnieje np. domniemanie, że Okulicki został skaptowany przez Mikołajczyka dla jego koncepcji zagrania Warszawą ze Stalinem[...]

W wydanym po raz pierwszy w putinowskiej Rosji w 2017 roku i opracowanym przez deputowanego Dumy Państwowej z prezydenckiej partii „Jedna Rosja” Aleksandra Chinsztejna (który w Dumie współkieruje komitetem odpowiedzialnym za działania na rzecz bezpieczeństwa i zapobiegania korupcji) tzw. „pamiętniku” szefa KGB i GRU Iwana Sierowa, znanego m.in. ze sprawy zbrodni katyńskiej i porwania przywódców Polski Podziemnej i ich procesu, napisano: „Jak się dowiedziałem, Okulickiego i innych sądzono w Moskwie, a Okulickiego zlikwidowano w więzieniu. Jednakowoż był to prowokator, współpracujący od roku 1940 z NKWD i jednocześnie z Anglikami”.
Jednak poprzez fakt objęcia patronatu nad tą książką przez Jedną Rosję i państwowe Rosyjskie Towarzystwo Historyczno-Wojskowe – patrzeć należy na nią przez pryzmat współczesnych rosyjskich celów propagandowych.
Hinsztejn nie pracował z rękopiśmiennymi oryginałami, a z kopiami, przepisanymi i zapewne ocenzurowanymi przez wnuczkę generała. W rosyjskich mediach niektórzy historycy obwołali książkę fałszywką.
Autor opracowania Aleksandr Hinsztejn, członek Centralnej Rady Rosyjskiego Towarzystwa Wojskowo-Historycznego dodał: „czekista zawsze pozostaje czekistą. Byli czekiści w naturze nie istnieją. Byli szefowie KGB – tym bardziej” (…) „Dzienniki Iwana Sierowa nie są zwykłymi wspomnieniami jednego z ostatnich szefów sowieckich służb specjalnych. Stanowią dowód rzeczowy ostatniej gry operacyjnej starego generała, zakończonej już po jego śmierci. Sierow wszystko dokładnie zaplanował i obliczył w duchu starej szkoły stalinowsko-beriowskiej. Materiały, które czytelnik ma przed sobą, stanowią wynik tej kombinacji, zrealizowanej dokładnie według scenariusza generała”.
Jednak pisze też o przesłuchiwanym przez niego Okulickim, uznając mocne strony swojego przeciwnika: „Wywarł na mnie wrażenie mądrego i dobrego, kompetentnego pracownika wywiadu (…) O siódmej rano przywieziono zatrzymanego do mnie na przesłuchanie. (…) – Jesteśmy z wami kolegami po fachu – wywiadowcami, z tą różnicą, że jestem obecnie też oficerem śledczym, a wy jesteście aresztowanym”.